# Rafael Nadal
Rafael Nadal Parera, Llevant de Mallorca 1. márkija (Manacor, Spanyolország, 1986. június 3. –) spanyol hivatásos teniszező, 2008-tól többször világelső az ATP listáján, kétszeres olimpiai bajnok.
A 2008-as pekingi olimpián egyéniben, a 2016-os riói olimpián Marc López partnereként párosban szerzett aranyérmet.
Összesen 81 egyéni és 11 páros ATP-tornát nyert meg, előbbiek közül 22 Grand Slam-verseny, harminckettő Masters-torna. 2005. július 25. és 2008. augusztus 17. között a világranglista másodikja volt Roger Federer mögött. E teljesítményével rekordot írt, mivel korábban senki nem foglalta ezt a pozíciót ennyi ideig (160 hét). Tizennégyszeres Roland Garros- (2005–08, 2010–14, 2017–20), kétszeres wimbledoni (2008, 2010), négyszeres US Open- (2010, 2013, 2017, 2019), valamint kétszeres Australian Open-győztes (2009, 2022). A 2008-as pekingi olimpia teniszversenyének férfi egyes és Marc López párjaként a 2016-os riói olimpia férfi páros bajnoka. 2010-es US Open-győzelmével – hetedik férfi teniszezőként, legfiatalabbként az open erában – teljesítette a Carrier Grand Slamet. Andre Agassi mellett ő a másik teniszező, aki teljesítette a Carrier Golden Slamet (mind a négy Grand Slam-torna és az egyéni olimpiai aranyérem megnyerése). Wimbledoni bajnoki címének megszerzésekor megtörte Roger Federer hatvanöt mérkőzésen át tartó győzelmi sorozatát füvön. Ő lett negyvenkét év után az első spanyol férfi teniszező, akinek sikerült megnyernie a londoni füves pályás Grand Slamet, és Björn Borg 1980-as sikere óta az első férfi teniszező, aki egy évben megnyerte a Roland Garrost és a wimbledoni bajnokságot. A pekingi olimpián aratott diadalával is történelmet írt: előtte egy férfi sem tudott győzni egyazon évben a Roland Garroson, Wimbledonban és az olimpián (a nők között Steffi Grafnak sikerült), illetve ő az első spanyol származású, és a férfiak mezőnyében a legmagasabb (második) kiemeléssel rendelkező olimpiai teniszbajnok. Andre Agassi óta az első, aki mindhárom borításon nyert Grand Slam-tornát. 2005 áprilisától 2007 májusáig nyolcvanegy meccset nyert zsinórban salakon, ami az egy adott borításon való leghosszabb győzelmi sorozat az open erában. Zsinórban nyolcszor aratott győzelmet Monte-Carlóban, ezzel ő az első teniszező a nyílt korszakban, aki valamelyik tornán egymás után nyolcszor tudott nyerni. Beceneve A salak királya. Számos teniszszakértő szerint ő minden idők legjobb salakpályás játékosa.[forrás?]
Ő az első teniszező, aki le tudta győzni Roger Federert Grand Slam-döntőben: összesen kilencet vívtak egymás ellen (rekord az open erában), amikből hatszor Nadal jött ki győztesen. Ő az egyetlen teniszező, aki le tudta győzni Roger Federert salakos, füves és keménypályás Grand Slam-döntőben. Összesen huszonnyolcszor csaptak össze hivatalos ATP-meccsen, tizennyolcszor Nadal nyert.
Nadal jobbkezesnek született, de bal kézzel játszik. Játéka gyorsaságára, agresszív válaszütéseire és kiváló védekezésére épül, amivel felőrli és hibába hajszolja ellenfeleit.
Tiszteletére a 128036 Rafaelnadal nevű kisbolygó viseli a nevét. 2025. június 19-én VI. Fülöp spanyol király a Llevant de Mallorca márkija örökletes nemesi címet adományozta neki.

## A teniszkarrier kezdete

### Első évek
Rafael Nadal Manacorban, Mallorca szigetén született, családneve katalán eredetű, jelentése Karácsony. Apja Sebastián Nadal, anyja Ana María Parera (jelenleg válnak). Van egy húga, María Isabel.
Az egyik nagybátyja Miguel Ángel Nadal visszavonult profi labdarúgó, aki aktív játékosként előbb az RCD Mallorca, később az FC Barcelona csapatában játszott, valamint a spanyol labdarúgó-válogatott egyik meghatározó tagja volt. Talán ennek is köszönhető, hogy Nadal kedvenc focicsapata a Real Madrid mellett a RCD Mallorca.
A másik nagybátyja, a korábbi profi teniszjátékos Toni Nadal fedezte fel veleszületett tehetségét a tenisz iránt, és ismertette meg az alig hároméves Nadalt a tenisz alapjaival. Jelenleg is Toni Nadal készíti fel a versenyekre.
Nyolcévesen Nadal megnyert egy 12 éven aluliaknak rendezett regionális tenisztornát, ennek hatására egyre több energiát fektetett a teniszbe, bár emellett focizott is. Ebben az időben kezdett el Toni Nadal javaslatára bal kézzel teniszezni, abból a célból, hogy természetes előnyhöz jusson a pályán.
12 évesen, már több európai és spanyol korosztályos teniszverseny győzteseként, maradt energiája a tenisz mellett a labdarúgásra is. Ekkor azonban Nadalt az apja döntés elé állította: választania kellett a tenisz és a labdarúgás között, hogy iskolai előrehaladása ne szenvedjen hátrányt. A teniszt választottam. Rögtön befejeztem a labdarúgást.
14 éves korában a Spanyol Teniszszövetség azt kérte a családtól, engedjék Nadalt Barcelonába, hogy ott folytassa a tréningeket és ott fejlődhessen tovább. A család azonban visszautasította a kérést, mert egyrészt féltek, hogy ez a tanulmányainak a rovására mehet, másrészt hallgattak Toni Nadalra : Nem akarom elhinni, hogy el kell költöznöd Amerikába, vagy máshova ahhoz, hogy jó atléta legyél. Ezt otthon is meg tudod tenni. Ez a döntés azonban azzal járt, hogy a Spanyol Teniszszövetség kevesebb támogatást adott, így Nadal apjának kellett állnia a költségeket. 2001 májusában Nadal egy salakpályás bemutató mérkőzésen legyőzte a korábbi Grand Slam-győztes Pat Casht.
Nadal két ITF junior versenyen indult. 2002-ben, 16 évesen elődöntőt játszott Wimbledonban a Boy’s Singles tornán élete első ITF junior versenyén. Egy évvel később minden meccset megnyert Spanyolországnak az USA elleni junior Davis-kupa összecsapáson, amely második és egyben utolsó fellépése volt az ITF junior versenyeken. 17 évesen Nadal bekerült az ATP-világranglista első 50 helyezettje közé, és 2003-ban megnyerte az ATP Év újonca díját.

## Teniszkarrier

### 2001–2002
2002 áprilisában az akkor 15 éves Nadal megnyerte első ATP-mérkőzését Ramón Delgado ellen, és ezzel ő lett a kilencedik versenyző az open éra történetében, akinek sikerült mérkőzést nyernie még 16 éves kora előtt. Ebben az évben még több kisebb spanyol Future-tornán indult, amelyek közül haton győznie is sikerült. A győzelmeknek köszönhetően jelentősen javított az év eleji világranglista-helyezésén, így a lista 810. helyéről feljött az első 200 teniszező közé.

### 2003
A 2003-as szezont egy ATP Challenger Tour-döntővel kezdte, amelyet 2003 áprilisában az első ATP Masters Series tornára való sikeres kvalifikáció követett Monte Carlóban. Első Masters-versenyén a harmadik körig jutott, ahol a későbbi döntős Guillermo Coriától szenvedett vereséget. Ennek az eredménynek is köszönhetően sikerült annyi világranglistapontot gyűjtenie, amely az év hátralevő részére feljogosította Nadalt az ATP-tornákon való állandó részvételre. Ebben az évben azonban sérülés miatt ki kellett hagynia a Roland Garrost, viszont elindulhatott néhány héttel később első felnőtt wimbledoni teniszbajnokságán, amelyen remekül szerepelt, és ő lett Boris Becker után a második legfiatalabb versenyző, aki elérte a harmadik kört a tornán (Boris Becker meg is nyerte a tornát), a harmadik körben azonban Nadal vereséget szenvedett Pharadon Szricsaphantól 6–4, 6–4, 6–2 arányban.
A 2003-as év további részében elérte addigi legjobb ATP Tour-eredményét, amikor is bejutott az Umagban rendezett Croatia Open Umag tenisztorna elődöntőjébe, ahol azonban vereséget szenvedett.
Már ebben az évben látszott, hogy Nadal salakon kivételesen erős játékos. A 2003-ban salak borításon 11 győzelmet ért el, és összesen 14 meccset nyert: mindez hozzásegítette, hogy az évet a tenisz világranglista első 50. helyezettje között zárja.

### 2004
A 2004-es évet élete első ATP-döntővel kezdte, az Aucklandban megrendezett Heineken Open keménypályás tornán játszott döntőt Dominik Hrbatýval, akitől végül vereséget szenvedett három szettben ( 4–6, 6–2, 7–5). A 2004-es Australian Open Grand Slam-tornán a harmadik körig jutott, ahol Lleyton Hewitttól vereséget szenvedett.
2004-ben találkozott először az akkori világelső Roger Federerrel a Miami Masters tornán, és nagy meglepetésre le is győzte két szettben (6–3, 6–3).
Ebben az évben ki kellett hagynia a salakszezon nagy részét, mivel fáradásos törést diagnosztizáltak nála, így már két egymást követő évben nem indulhatott sérülés miatt a Roland Garroson.
Még ebben az évben Nadal lett a valaha volt legfiatalabb játékos (18 évesen és 6 hónaposan), aki Davis-kupa-fináléban győzni tudott egyesben. Nadal az akkori világranglista második helyezettje, Andy Roddick ellen diadalmaskodott, és a döntőt ennek is köszönhetően 3–2-re Spanyolország nyerte.

### 2005
Az év első Grand Slam-versenye, az Australian Open még nem sikerült jól számára, miután a negyedik körben vereséget szenvedett a később döntőt játszó, és ott Marat Safin ellen elbukó Lleyton Hewitttól öt szettben (5–7, 6–3, 6–1, 6–7, 2–6).
Két hónappal később döntőt játszhatott a Miami Masters tornán, amit annak ellenére elveszített öt szettben az akkori világelső Roger Federer ellen, hogy két pontra volt a győzelemtől a harmadik szett rövidítésében (2–6, 6–7, 7–6, 6–3, 6–1). Ezek az eredmények, illetve a teljesítmény, amellyel ezeket elérte, hozták meg az áttörést Nadal számára.
A tavasz során végig dominált a salakszezonban, sorozatban 24 egyéni mérkőzés után győztesen hagyta el a pályát, amivel megdöntötte az Andre Agassi által felállított rekordot a tizenévesként sorozatban megnyert meccsek számát illetően.
Nadal megnyerte a Open Sabadell Atlántico tornát Barcelonában, és megverte a Roland Garros 2004-es döntősét, Guillermo Coriát a Rome Masters és a Monte Carlo Masters tornákon egyaránt, ráadásul Coria a Monte Carlo Masters címvédőjeként bukta el a döntőt. A salakszezonban nyújtott teljesítményével egészen az ATP világranglista 5. helyére sikerült feljönnie, és az karrierje első Roland Garros versenyét rögtön esélyesként kezdte.
A 19. születésnapján játszotta Roger Federer ellen a 2005-ös Roland Garros elődöntőjét és általános meglepetésre legyőzte a svájcit négy szettben. A döntőben két nappal később legyőzte Mariano Puertát, és ezzel ő lett a harmadik versenyző, akinek bemutatkozásakor sikerült megnyernie a Roland Garrost, Mats Wilander (1982) és Gustavo Kuerten (1997) után. Győzelmével ő lett az első tizenéves játékos Pete Sampras óta (1990-es US Open), akinek sikerült egyéni Grand Slam-címet nyernie, valamint ezzel a győzelemmel az ATP-világranglista 3. helyére került.
Alig három nappal párizsi győzelme után 24 meccsen keresztül tartó veretlenségi szériája megszakadt, amikor is vereséget szenvedett Alexander Waske ellen a hallei Gerry Weber Open első körében, füves pályán. A füves szezon a továbbiakban sem alakult jól Nadal számára: a 2005-ös wimbledoni teniszbajnokság második körében kiesett Gilles Müller ellenében.
A wimbledoni teniszbajnokságot követően Nadal 16 meccset, közben két tornát nyert sorozatban, és 2005. július 25-én feljött az ATP-világranglista 2. helyére.
Az észak-amerikai keménypályás szezont rögtön élete első keménypályás tornagyőzelmével kezdte, miután Canada Masters döntőjében felülmúlta Andre Agassit, ezt követően viszont kiesett a Cincinnati Masters első körében. Nadal második kiemeltként kezdte a 2005-ös US Opent, azonban nem sikerült számára túl jól a torna: a harmadik körben búcsúzni kényszerült, mivel négy szettben vereséget szenvedett az akkor a világranglista 49. helyét elfoglaló James Blake ellen. Szeptemberben ismét legyőzte Guillermo Coriát, ezúttal a China Open döntőjében, és megnyerte mindkét Davis-kupa-mérkőzését Olaszország ellen. Október során megnyerte negyedik ATP Masters Series-tornáját az évben: Ivan Ljubičić ellen nyert a Madrid Mastersen.
Az év végén megrendezett Tennis Masters Cup tornán lábsérülés miatt nem tudott elindulni, de így is megdöntötte Mats Wilander 1983-as rekordját, ami tizenéves játékos által egy évben megnyert tornák számát illeti: Nadal a 2005-ös év során 11 tornát, ezen belül négy ATP Masters Series-tornát nyert meg.
A győztes tizenegy tornából nyolcat salakon, hármat kemény borításon nyert meg, és az év során 79 mérkőzésen győzött; csak kettővel kevesebben, mint Roger Federer. Nadal nyerte a Golden Bagel Award díjat, mivel 11 darab 6–0-ra megnyert szettet produkált, valamint ő nyerte az ATP legtöbbet fejlődött játékosnak járó ATP Most Improved Player of the Year díjat.

### 2006

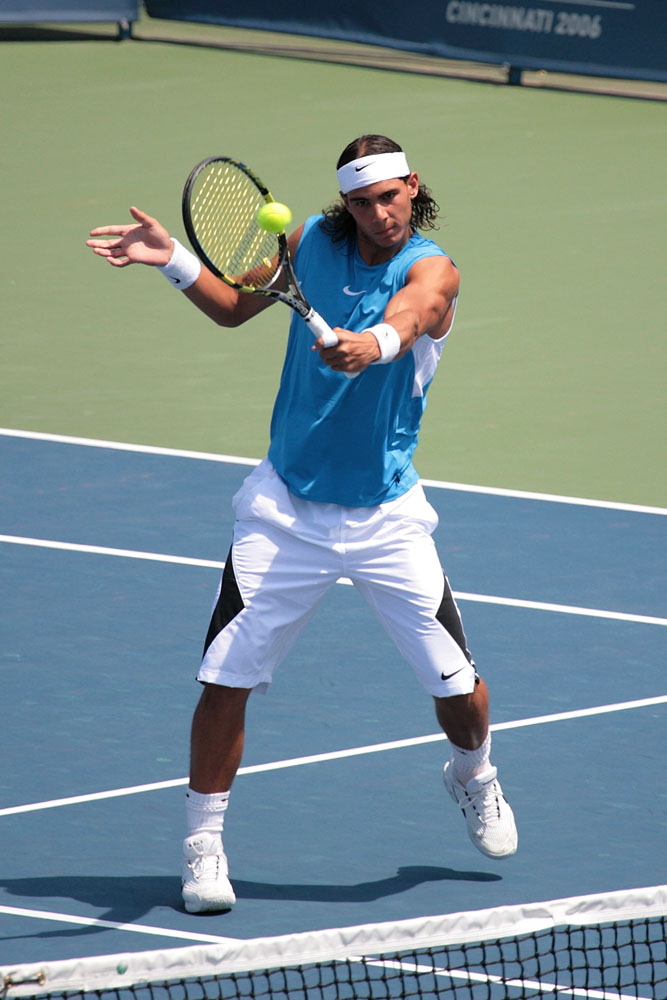
Nadal 2006-ban

A 2005-ös év végén elszenvedett sérülése a 2006-os év elejére sem jött helyre, így Nadal kénytelen volt kihagyni a 2006-os Australian Opent.
Februárban lépett pályára először, és rögtön elődöntőt játszott a Marseille-ben rendezett Open 13 tornán Arnaud Clément ellen, de elveszítette a mérkőzést.
Két héttel később, a Dubajban rendezett Barclays Dubai Tennis Championships döntőjében legyőzte Roger Federert, az év során először. A tavaszi kemény pályás szezonban még két tornán indult, az Indian Wells Mastersen James Blake állította meg az elődöntőben, a Miami Mastersen pedig Carlos Moyà a második körben búcsúztatta.
Nadal az európai salakszezon során 24 mérkőzést nyert meg egymás után, és ezzel az összes salakos tornát megnyerte. A Monte Carlo Masters döntőjében legyőzte Federert, az év során másodszor, négy szettben. Az ezt követő héten legyőzte Tommy Robredót Barcelonában a Open Sabadell Atlántico döntőjében, és végül a salak szezon végén az utolsó ATP Tour-versenyen ismét sikerült legyőznie Federert Rómában, a Internazionali BNL d’Italia döntőjében, öt szettben, két meccspontot hárítva. A Rome Masters megnyerésével immáron 16 ATP-címet nyert, és így ugyanannyi címet nyert tizenévesként, mint Björn Borg, aki eddig egyedül tartotta a rekordot a tizenévesként megnyert legtöbb ATP-címet illetően. [forrás?]
Nadal emellett megdöntötte az argentin Guillermo Vilas 1973-tól tartott rekordját, ami a salakpályán sorozatban megnyert meccseket illeti: miután a Roland Garros első fordulóját sikeresen túlélte, Nadal már 53 meccsen nem talált legyőzőre.
A Roland Garros döntőjében az év során már negyedszer csapott össze Federerrel, és ismét nyert, ezúttal három óra két percig tartó mérkőzésen négy szettben, 1–6, 6–1, 6–4 és 7–6(7–4) arányban. Ezzel a győzelemmel ő lett az első játékos, aki legyőzte Federert Grand Slam-döntőben, és már 60 győzelmet aratott egymás után salak borításon, mintegy cáfolva Guillermo Vilas kijelentését, hogy az ő rekordja többet ér, mert ő nehezebb tornákon nyerte sorozatban a mérkőzéseket.
A füves szezont Londonban, a Queen’s Club Championships tornán kezdte el, ahol vállsérülés miatt feladta a Lleyton Hewitt elleni negyeddöntőt, így ért véget a 26 mérkőzésen át tartó veretlenségi sorozata.
A wimbledoni tenisztornát második kiemeltként kezdte, a második körben két pontra került a kieséstől, amikor a selejtezőből jövő Robert Kendrick ellen csak öt szettben sikerült győznie. A harmadik körben győzött az élete utolsó wimbledoni tornáján induló Andre Agassi ellen. A következő három mérkőzését egyaránt három szettben nyerve jutott a döntőbe, ahol az előző három év bajnoka, Roger Federer volt az ellenfele. Nadal volt az első spanyol teniszező 1966 óta, aki elérte a wimbledoni teniszbajnokság döntőjét. A mérkőzés eleje azonban nem alakult túl jól számára, az első szettet 6–0-ra elveszítette, és bár a harmadik szettben szépített, sima Federer-győzelem lett a vége (0–6, 6–7, 7–6, 3–6).
A US Open előtt két Masters Series-versenyen indult Észak-Amerikában, a Canada Mastersen a harmadik körben, a Cincinnati Mastersen a negyeddöntőben búcsúzott. Az US Openre második kiemeltként érkezett, de a negyeddöntők folyamán vereséget szenvedett a világranglista 54. helyezettjétől, Mihail Juzsnijtól négy szettben.
Az év további részében Nadal mindössze három tornán indult, a Stockholm Openen a második körben vereséget szenvedett a világranglista 690. helyezettjétől, Joachim Johanssontól, a következő héten pedig az év utolsó Masters Series-tornáján a Madrid Mastersen vereséget szenvedett Tomáš Berdychtől.
Az év végén megrendezett Tennis Masters Cup tornán Nadal a csoportkör során James Blake ellen vereséget szenvedett, majd megverte Nyikolaj Davigyenkót és Tommy Robredót. Az elődöntőben Roger Federerrel találkozott, és két szettben vereséget szenvedett: ez volt Federer ellen karrierje harmadik veresége kilenc mérkőzésből.
Ezt az évet is a világranglista második helyén zárta, és a 2. helyezés megtartásával Andre Agassi 1994–95-ös szezonja óta nem dicsekedhetett egyetlen hasonló helyzetben lévő férfi teniszező sem.

### 2007

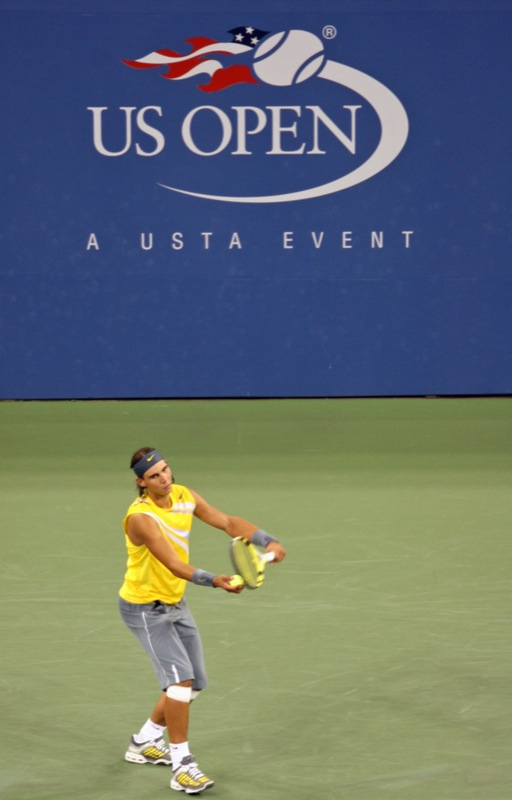
Nadal a 2007-es US Openen

Nadal az évet hat kemény pályás tornával kezdte: első két versenyén először az elődöntőben, majd az első körben szenvedett vereséget. A 2007-es Australian Openen a negyeddöntőig jutott, ahol vereséget szenvedett a későbbi döntős Fernando Gonzáleztől három sima szettben.
Az ezt követő Dubai Tennis Championships versenyen szintén csak a negyeddöntőig jutott, ahol Igor Valerjevics Andrejev állította meg. A Miami Mastersen ismét, az évben már harmadszor, negyeddöntőt játszhatott, és ismét vereséget szenvedett a későbbi győztes Novak Đokovićtól. Ezután viszont megnyerte a 2007-es Indian Wells Masters tornát, ez az első torna volt, amelyen sikerült győznie a 2006-os Roland Garros óta.
Több sikerrel kecsegtetett a tavaszi európai salakszezon, itt meg is felelt az előzetes elvárásoknak: ismét nyert a Masters Series Monte Carlo, Open Sabadell Atlántico és a római Internazionali BNL d’Italia tornákon. Hamburgban a Hamburg Mastersen viszont vereséget szenvedett a döntőben Roger Federertől 6–2, 2–6, 0–6 arányban. Ezzel megszakadt a salak borításon tartó 81 meccses veretlenségi szériája, amely az egy bizonyos borításon tartó leghosszabb veretlenségi sorozat is volt egyben az open éra történetében.
A Roland Garros döntőjében azonban visszavágott Federernek, és ismét legyőzte a világelsőt, így zsinórban harmadszor hódította el a trófeát. Ez utoljára Björn Borgnak sikerült, még 1980-ban.
A barcelonai és a római tenisztorna között „Borítások harca” fantázianevű bemutatómérkőzést játszott Federerrel Mallorca szigetén egy félig fű, félig salak kialakítású pályán, amelyet megnyert.
A füves szezont ismét a londoni Queen’s Club Championships tornán kezdte, ahol a negyeddöntőben vereséget szenvedett. Ezután Wimbledonban a harmadik és negyedik körben is öt szettben tudott csak továbbjutni, a döntőben pedig ismét öt szettet kényszerült játszani Roger Federer ellen, azonban ott alulmaradt. Ez a meccs volt Federer első öt szettes meccse Wimbledonban 2001 óta.
A 2007-es évben utolsó tornagyőzelmét Stuttgartban, a Mercedes Cup tornán aratta. Az év további részében indult három tornán az észak-amerikai kemény pályás szezonban. Elődöntőt játszott a montreáli masters tornán, a Rogers Cupon, később kiesett az első körben a Cincinnatiban rendezett Western & Southern Financial Group Masters tornán, és végül második kiemeltként búcsúzott a negyedik körben az US Openen, ahol honfitársától, David Ferrertől kapott ki.
Egy hónap szünet után Nadal elindult a Mutua Madrileña Masters és a BNP Paribas Masters tornákon, Madridban az negyeddöntőben, Párizsban a döntőben szenvedett vereséget David Nalbandiantól. Az év végi Tennis Masters Cupon ismét veszített a Federer elleni elődöntőben 6–4, 6–1 arányban.
Nadal az év második felében folyamatosan térdsérüléssel küzdött, amely a wimbledoni döntőben kezdődött. Felröppentek a hírek, hogy a 2005-ös évben elszenvedett lábsérülése okolható az újabb sérülésért – a hírek alapja Toni Nadal kijelentése volt, amely szerint igencsak súlyos volt Nadal 2005-ben elszenvedett sérülése. Nadal és szóvivője később ezeket a híreket cáfolta.

### 2008
Nadal az évet Indiában, a Chennai Openen kezdte, ahol egészen a döntőig jutott, nyernie azonban nem sikerült, miután Mihail Juzsnij megsemmisítő vereséget mért rá (6–0, 6–1). Ezután következett az Australian Open, ahol az addigi karrierje legjobb eredményét érte el azzal, hogy az elődöntőbe jutott, ott azonban sima vereséget szenvedett a francia Jo-Wilfried Tsongától három szettben (6–3, 6–2, 6–3). Később a Miami Mastersen ismét döntőt játszott, és ismét veszített: ezúttal Nyikolaj Vlagyimirovics Davigyenko állt győzelmének az útjába.
A tavaszi salakszezon során négy címet nyert, amelyek értékét csak növelte, hogy három döntőben is Roger Federert kellett felülmúlnia a győzelemért. Open era-rekordot állított fel azzal, hogy egymást követő három évben sikerült győznie a Monte Carlo Mastersen, és ez volt az első döntő az idényben, ahol Federerrel kellett megküzdenie. A döntőben két szettben nyert, úgy, hogy Federer már 4–0 arányban vezetett a második szettben. Ezután sorozatban negyedszer nyert a barcelonai Torneo Godó tornán, és néhány héttel később ismét megverte Federert, ezúttal a Masters Series Hamburg torna döntőjében, három szettben.

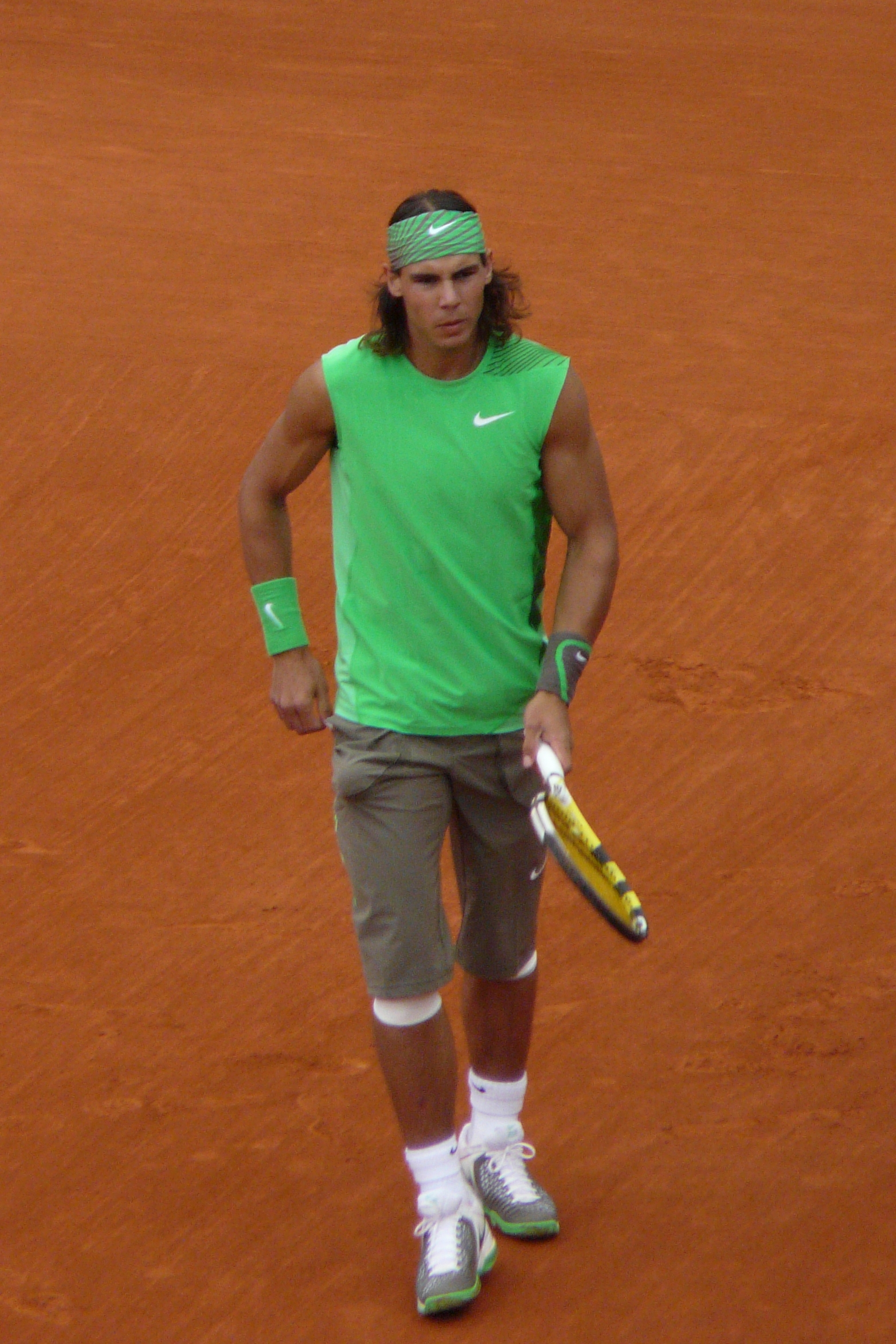
A 2008-as Roland Garroson

A 2008-as Roland Garrost szettveszteség nélkül sikerült megnyernie, s ezzel a tettével illusztris társaságba került, hiszen a szettveszteség nélküli Grand Slam-győzelem az open era történetében rajta kívül csak négy embernek sikerült.
A Roland Garros döntőjében ismét Roger Federerrel találkozott, és megsemmisítő vereséget mért rá, mindössze négy játékot engedélyezett neki (6–1, 6–3, 6–0). Federerrel ráadásul először fordult elő 1999 óta, hogy nem sikerült játékot nyernie egy szetten belül.
Nadal nagyon szimpatikusan kommentálta a döntőt:
Nagyon boldog vagyok, de Federer miatt csalódott is. Csodálatos, amit eddig tett a teniszért.

Győzelmével Nadal már sorozatban negyedik alkalommal hódította el a Roland Garros címét, ezzel utolérte Björn Borgot (ami a Garros-címek számát illeti), és ő lett a negyedik férfi játékos Borg, Pete Sampras és Federer mellett, akinek sikerült egyazon Grand Slam-tornát négyszer elhódítani.
A füves szezont ismét a Queen’s Club Championships tornán kezdte, amelyet most meg is nyert: a döntőben Novak Đokovićot verte két szettben, így megszerezte addigi karrierje első füves pályás címét. A 2008-as wimbledoni teniszbajnokságot úgy kezdte, hogy már 17 meccs óta nem talált legyőzőre, és a győzelmi sorozata 23-ra nőtt, amikor az esélyeknek megfelelően simán jutott a döntőbe. A döntőt azzal a Federerrel játszotta sorozatban harmadszor, aki bár szett veszteség nélkül jutott döntőbe, Nadal játékával ebben az évben nem sok sikerrel vette fel a versenyt. Több elemző ennek megfelelően Nadalt tartotta a döntő esélyesének. A pszichikai hátrány meg is látszott Federer játékán, mivel nagyon görcsösen játszott, ennek következményeként a döntő első két szettét viszonylag simán hozta Nadal 6–4-re. Ezután Federer ugyan visszakapaszkodott a meccsbe (két játszmát is rövidítésben nyert meg), a mindent eldöntő utolsó szettben, kisebb esőszünet után, már-már félhomályban Nadalnak sikerült elvennie ellenfele adogatását, és megnyerte a szettet 9–7-re. Ez volt (a pályán töltött időt tekintve) minden idők leghosszabb wimbledoni teniszdöntője. Néhány kritikus szerint pedig ez a döntő volt a legjobb meccs a tenisz történetében: ha ebben nem is, de abban széles körben egyetértenek, hogy ez volt minden idők legjobb wimbledoni teniszdöntője.
A wimbledoni győzelmével Nadal lett a harmadik férfi teniszező az open era történetében, akinek sikerült egy éven belül Wimbledonban is és a Roland Garroson is győznie – ez korábban csak Rod Lavernek és Björn Borgnak sikerült, igaz, Borgnak kétszer is: 1978-ban és 1980-ban (2009-ben Federernek is sikerült a duplázás). Nadal lett a második spanyol teniszező, aki megnyerte a wimbledoni teniszbajnokságot: az első Manolo Santana volt, aki 1966-ban nyerte meg a tornát.
Győzelmével megszakította Federer 65 meccs óta tartó veretlenségi sorozatát fű borításon, és megakadályozta abban, hogy sorozatban hatodszor is ő győzzön Wimbledonban.
Wimbledon után Nadal tovább nyújtotta veretlenségi sorozatát, amely már 32-nél járt, amikor a Cincinnati Masters elődöntőjében Novak Đokovićnak sierkült megtörnie. Azonban ez az eredmény is elégségesnek bizonyult ahhoz, hogy letaszítsa a világranglista éléről Roger Federert, aki rosszul szerepelt a kemény pályás szezonban. 2008. augusztus 8-án hivatalossá vált, hogy sikerült megszakítania Federer rekord 4 és fél éves (237 hetes) megszakítás nélküli világelsőségét.
Nadal elindult a 2008-as pekingi olimpia teniszversenyén, és az elődöntőben a szerb Novak Đokovićot, a döntőben a chilei Fernando Gonzálezt verte meg (utóbbit 6–4, 1–6, 6–4-re), így megnyerte az első olimpiai aranyérmét. Győzelmével ő lett az első férfi teniszező akinek az úgynevezett top5-ből sikerült olimpiai aranyat nyernie. Az igazsághoz azonban hozzátartozik, hogy a legjobb férfi teniszezők korábban nem törekedtek arra, hogy olimpián induljanak.
A US Openen életében először első kiemeltként indulhatott, és a versenyen elődöntőt játszhatott, amit elveszített Andy Murray ellen, 6–2, 7–6(5), 4–6, 6–4 arányban, és bár Federer megnyerte a tornát, nagy volt már a lemaradása ahhoz, hogy visszaszerezze a világranglista első helyét.
Az vége felé Nadal játszott még a Mutua Madrileña Mastersen, ahol Gilles Simontól vereséget szenvedett az elődöntőben (3–6, 7–5, 7–6(6)). Ez a vereség nem akadályozhatta meg abban, hogy ő legyen az első spanyol teniszező az open era történetében, aki év végén a világranglistát az élen zárja. Két héttel később a párizsi BNP Paribas Masters tornán a Nyikolaj Vlagyimirovics Davigyenko ellen játszott negyeddöntő során megsérült, és az 1–6-os első szett után kénytelen volt visszalépni.
A tornát követő héten Nadal bejelentette, hogy nem tud indulni az év végi Tennis Masters Cupon, mivel ínhüvelygyulladás (tenditis) van a térdében. Később október 10-én a Davis-kupa-szereplést is kénytelen volt lemondani a sérülése miatt.

### 2009

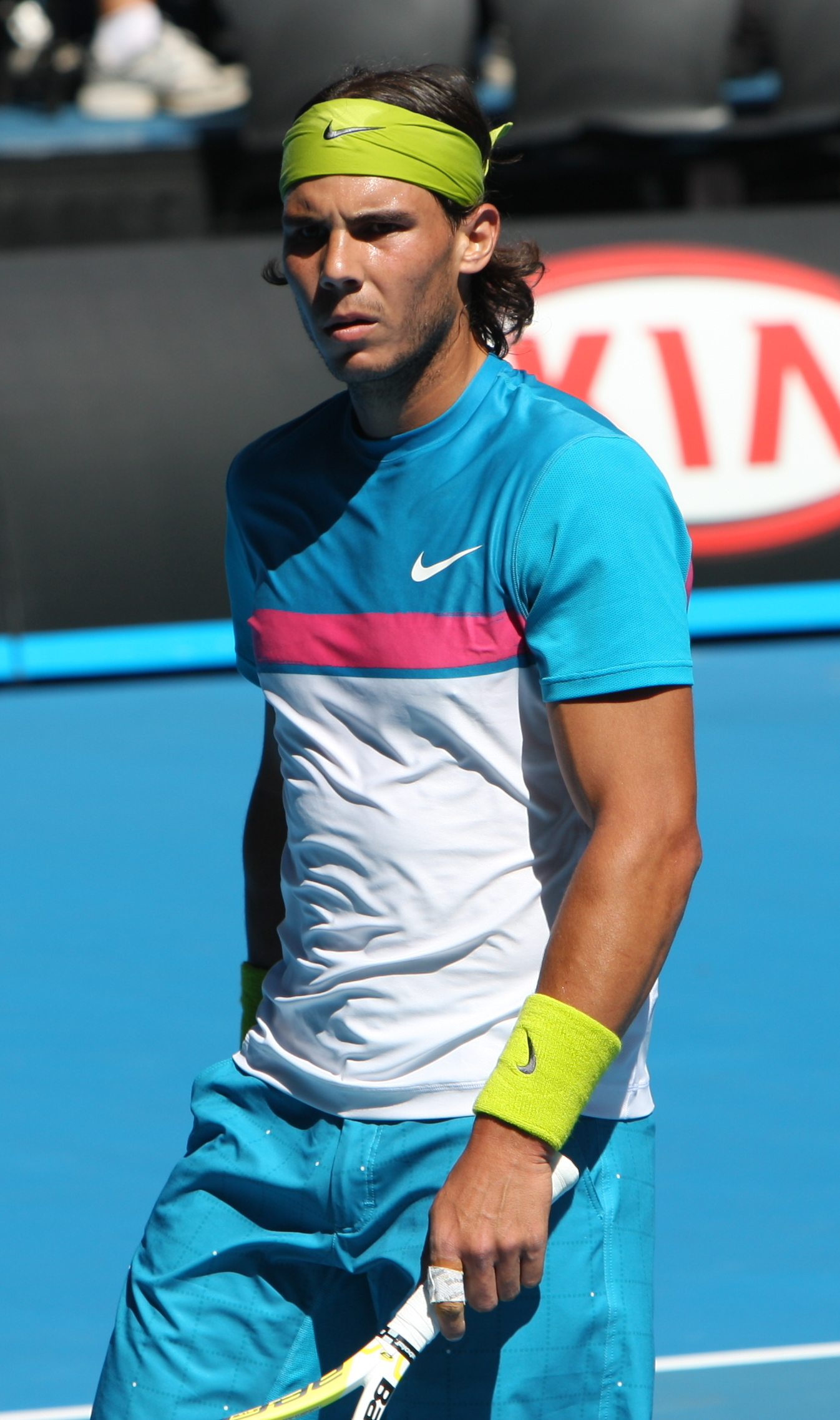
Nadal a 2009-es Australian Openen

Nadal első hivatalos ATP World Tour tornája 2009-ben, Dohában a z ATP World Tour 250 Series tornák közé tartozó Qatar ExxonMobil Open volt. Fabrice Santoro ellen játszott az első körben, és miután simán legyőzte megkapta az ATP–től a 2008-as év legjobb játékosa díjat. A tornán a negyeddöntőben vereséget szenvedett Gaël Monfils ellen 6–4, 6–4, azonban párosban megszerezte az első trófeáját az évben Marc Lópezzel az oldalán, miután legyőzték az akkori világelső Daniel Nestor, Nenad Zimonjić párost a döntőben. Ez a győzelem egyben azt is jelentette, hogy 1990 óta először találkozott a döntőben az egyéni világranglista vezetője, a páros világranglista vezetőivel.
Az Australian Openen az elődöntőig minden mérkőzését szett veszteség nélkül sikerült megnyernie. Az elődöntőben azonban honfitársával Fernando Verdascóval minden idők leghosszabb mérkőzésén 5 óra és 14 perces maratoni csata után 6–7(4), 6–4, 7–6(2), 6–7(1), 6–4 arányban sikerült nyernie. A döntőben Roger Federer várt rá, aki ellen bár ez már a 19. mérkőzése volt, még nem vívott döntőt kemény borításon. A döntőben ötszettes mérkőzésen sikerült felülkerekednie Federeren és ezzel megnyerte első kemény pályás Grand Slam tornáját. Győzelmével ő lett az első spanyol játékos aki megnyerte a Australian Open tornát, Nadal lett a negyedik férfi teniszjátékos Jimmy Connors, Mats Wilander és Andre Agassi mellett aki három különböző borításon is nyert Grand Slam–et (ebben az évben Roger Federer is csatlakozott ötödikként, miután győzött a Roland Garros–on), valamint ő lett az első férfi teniszező, aki három egy időben különböző borításon is címvédő volt.
Az Australian Open után elindult Rotterdamban a ABN AMRO World Tennis Tournament tornán, ahol a döntőben három szettben vereséget szenvedett Andy Murray ellen. A döntőben Nadal ismét térdsérüléssel küszködött edzői segítséget kellett kérnie a mérkőzés során , és a sérülés láthatóan befolyásolta a döntőbeli játékát.
Bár ennek a térdsérülésének nem volt köze a 2008-as sérüléséhez, elég komolynak bizonyult ahhoz, hogy visszalépjen a Dubajban rendezett Barclays Dubai Tennis Championships tornától.
Indult a 2009-es Indian Wells Masters tornán, ahol a negyedik körben öt meccspontot hárítva legyőzte David Nalbandiant először karrierje során, a negyeddöntőben Juan Martín del Potrót, az elődöntőben Andy Roddickot, a döntőben ismét Andy Murrayt verte meg így nyerte meg tizenharmadik Masters tornáját. A Miami Masters tornán a negyeddöntőig jutott, ahol karrierje során először kikapott del Potrotól.
Nadal a salakszezont Monte Carlo Masters tornával kezdte, az elődöntőben Andy Murrayt 6–2, 7–6 arányban, a döntőben Novak Đokovićot 6–3, 2–6, 6–1 arányban sikerült győznie, és ezzel open era rekordot állított fel, mivel így egymás után ötödik alkalommal is sikerült elhódítania a trófeát.
Tizennegyedik Masters torna győzelmével utolérte Roger Federert, akinek szintén 14 győzelme volt ekkor, és így együtt foglalták el a dobogó második fokát Andre Agassi mögött, aki 17 győzelmével tartja a rekordot. Rekordot állított fel viszont azzal, hogy ő lett az első férfi teniszező, akinek sikerült ugyanazt a ATP Masters Series tornát öt éven belül ötödször is megnyernie. Egy nappal a győzelme után elindult a Barcelonában a Torneo Godón és ismét sikerült nyernie, immáron ötödik alkalommal sorozatban. A döntőben ismét honfitársát David Ferrert verte meg ugyanúgy, mint egy évvel korábban, most 6–2, 7–5 arányban. Ezzel a győzelmével is átírta a rekordokat, mivel még senki nem győzött sorozatba öt alkalommal Barcelonában.
A barcelonai verseny után elindult a Rome Masters tornán, a tornát Andreas Seppi elleni győzelemmel kezdett, a harmadik körben szabályosan kiütötte Robin Söderlinget , miután a mindössze 24 percig tartó mérkőzésen 6–1, 6–0 arányban győzött. A negyeddöntőben tovább nyújtotta veretlenségét Fernando Verdasco ellen, aki ezzel már 8. alkalommal maradt alul vele szemben, az elődöntőt Fernando González Ciuffardi ellen vívta és két sima 6–3–as szettben búcsúztatta a chilei játékost. A döntőt Novak Đoković ellen játszotta, és egy nagyszerű mérkőzésen 7–6(2), 6–2 arányban nyert, így sikerült visszahódítania 2008–ban elveszített trófeát, és ő lett az első játékos, akinek négyszer sikerült elhódítani a Rome Masters egyéni címét, valamint javított Đoković elleni statisztikáján, amely salakon már 8–0, összességében 13–4–re módosult.

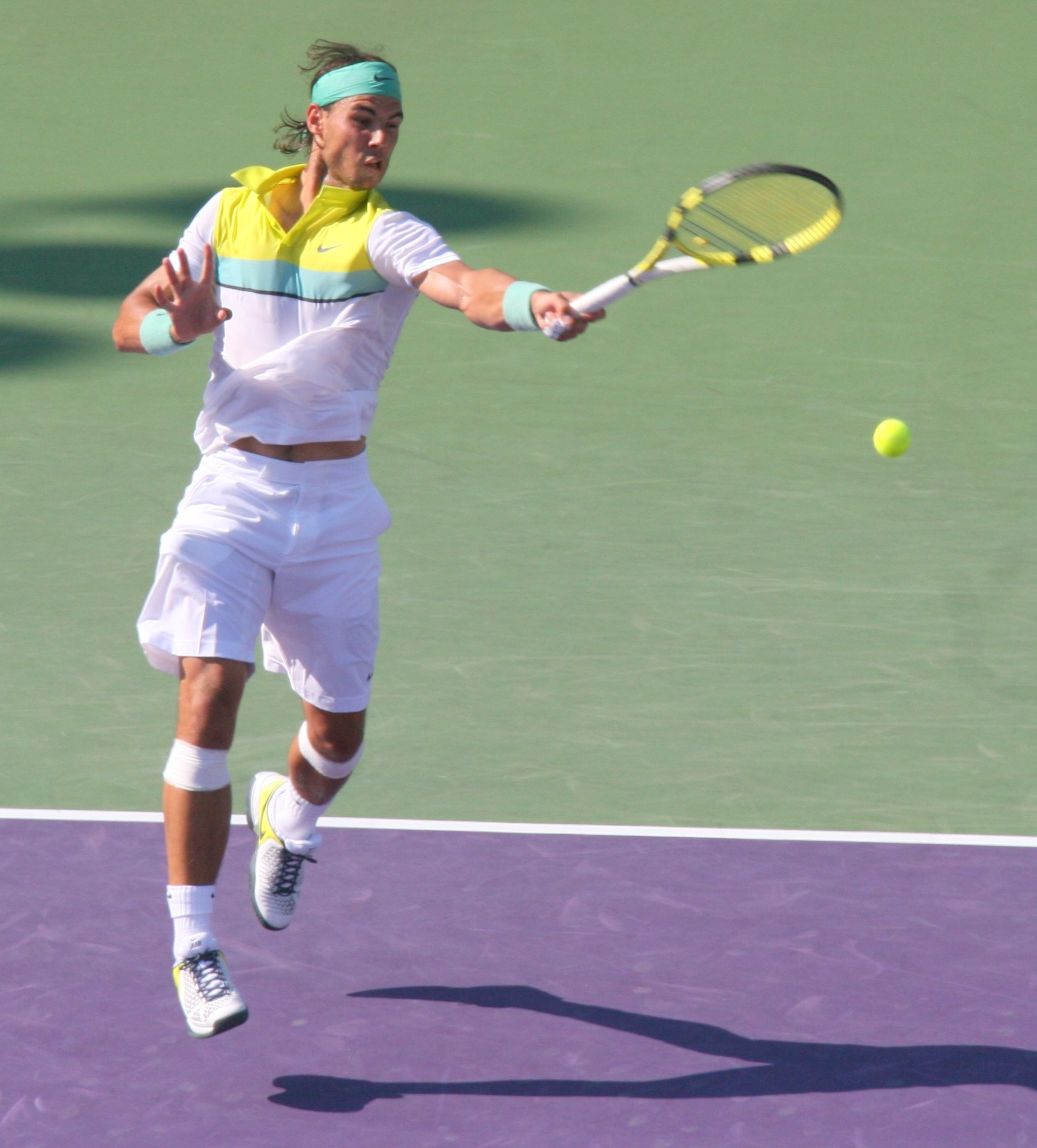
Rafael Nadal Miamiban

A két győztes Masters után elindult a Madrid Openen, ahol a második körben mindössze három ki nem kényszerített hibát elkövetve győzte le Jürgen Melzert, visszalépés miatt kihagyta a 3. kört, a negyeddöntőben Fernando Verdasco ellen lépett pályára és 6–4, 7–5 arányban legyőzte honfitársát, az elődöntőben három meccspontot hárítva győzte le Novak Đokovićot, a meccs érdekessége az volt, hogy a 2003-as Swedish Open óta először volt kénytelen rövidítésben eldönteni harmadik szett sorsát salak borításon. A mérkőzés a maga négy óra két perces hosszával nem csak a Masters történetének, hanem az open era történetének leghosszabb három szettes mérkőzésének bizonyult. A döntőt Roger Federer ellen játszotta, és a 2007-es Tennis Masters Cup elődöntő óta először vereséget szenvedett.
A 2009-es Roland Garroson lejátszott első mérkőzésén legyőzte Lleyton Hewittet a harmadik körben, és ezzel 31–re növelte a sorozatban megnyert mérkőzéseinek számát a Roland Garros ami open era rekord, az előző rekord Björn Borg nevéhez fűződött, aki 1978 és 1981 között 28 mérkőzésen nem talált legyőzőre. Győzelmével 32 szettet nyert meg egymás után a Garroson, az utolsó szettet 2007-ben veszítette el a Federerrel vívott döntő során. Ezek a sorozatok szakadtak meg 2009. május 31-én, amikor általános meglepetésre vereséget szenvedett a negyedik körben Robin Söderling ellen 6–2, 6–7 (2), 6–4, 7–6 (2) arányban.
Kiesése után derült ki, hogy Nadalnak mindkét térdében ínhüvelygyulladása van, ennek következményeképpen visszalépett a Queen’s Club Championships tól. A wimbledoni tenisztorna előtt két bemutatkozó mérkőzést játszott Londonban a Hurlingham Club–ban amelyeket egyaránt elveszített Lleyton Hewitt 6–4 6–3, és Stanislas Wawrinka 4–6, 7–6, 10–8 ellen. A mérkőzések során kiderült, hogy nem gyógyultak meg a térdei, így Nadal visszalépni kényszerült a wimbledoni teniszbajnokságtól, így ő lett az első wimbledoni bajnok Goran Ivanišević(2001) óta, akinek nem volt lehetősége megvédeni a címét.
Mivel Federer megnyerte a tornát Nadal 2009. július 6-án elveszítette világranglista elsőségét, ezt követően lemondta a Davis–kupa részvételét is.
Augusztus 4-én Nadal nagybátyja Toni Nadal bejelentette, hogy Nadal a Montreálban megrendezett Canada Masters tornán tér vissza a sérüléséből. A tornán két győzelmet aratott David Ferrer és Philipp Petzschner fölött, mielőtt kiesett volna a negyeddöntőben Juan Martín del Potro ellenében. Korai kiesésével 2009. augusztus 17-én a világranglista második helyét is elveszítette amelyet Andy Murray szerzett meg, így 2005. július 25. óta először nem volt a világranglista első két helyének valamelyikén.
Cincinnatiban egészen az elődöntőig jutott, ahol az előző évhez hasonlóan ismét vereséget szenvedett Novak Đokovićtól, ezúttal 6–1, 6–4 arányban.
Ezután következett a US Open, ahol az első körben simán legyőzte Richard Gasquet 6–2, 6–2, 6–3 arányban, a második körben négy szett kellett ahhoz, hogy két vállra fektesse Nicolas Kiefert, viszont három szettben megverte a következő körben honfitársát Nicolás Almagrót 7–5, 6–4, 6–4–re. A legjobb 16 között a 13. kiemelt Gaël Monfils volt az ellenfele, őt ismét négy szettben verte meg. A negyeddöntőben egy esőszünettel tarkított mérkőzésen legyőzte Fernando González Ciuffardit 7–6(4), 7–6(2), 6–0 arányban. Bár biztató volt a szereplése az elődöntőben sima vereséget szenvedett a későbbi győztes Juan Martín del Potrótól 2–6, 2–6, 2–6.
Veresége ellenére visszaszerezte a világranglista második helyét, amit Andy Murray korai US Open-búcsújának köszönhetett.
Az év további részében indult a China Openen ahol egészen az elődöntőig jutott, ott Marin Čilić állította meg. Az ezt követő Shanghai Masters tornán első kiemeltként indult, és a China Openhez hasonlóan nyert James Blake ellen, majd megverte a negyeddöntőben Ivan Ljubičićt, az elődöntőben Feliciano Lópezzel találkozott, aki visszalépett így döntőt játszhatott. A döntőben Nyikolaj Vlagyimirovics Davigyenko–val találkozott akitől kikapott 7–6(3) 6–3 arányban. A párizsi BNP Paribas Masters tornán a negyeddöntőben legyőzte Jo-Wilfried Tsongát 7–5, 7–5–re, az elődöntőben viszont ismét kikapott Novak Đokovićtól, ezúttal simán 6–2, 6–3–ra.
A 2009-es ATP World Tour Finals tornán Nadalnak lehetősége lett volna visszaszerezni az világranglista első helyét, azonban a csoportmérkőzések során vereséget szenvedett Robin Söderling ellen 6–4, 6–4-re és ennek, illetve Federer Andy Murray fölött aratott győzelmének köszönhetően Ivan Lendl után először sikerült valakinek visszaszereznie az év végi világelsőséget egy éven belül. Ezt követően Nadal elveszítette a második mérkőzését is a csoportkörben (Nyikolaj Vlagyimirovics Davigyenko verte meg), így kiesett.
Nadal második helyen végzett az év végi világranglistán, már negyedik alkalommal az utolsó 5 évben. Az év során nyolc alkalommal sikerült 6–0 szettet produkálnia(egy alkalommal ellene érték el), így övé lett a Golden Bagel Award díj, amit az a játékos kap meg, aki a legtöbb 6–0 szettet sikerül elérnie az év során. A díjat karrierje során harmadszor gyűjtötte be, ezzel egy újabb rekordot állított fel, mivel ez még korábban még nem sikerült egyetlen játékosnak sem.

### 2010
Nadal a 2010-es évet az Egyesült Arab Emírségek fővárosában Abu-Dzabiban rendezett Capitala World Tennis Championship tornán kezdte, ahol honfitársa David Ferrer legyőzésével biztosított magának a helyet a bemutató torna döntőjében. A döntőben Robin Söderling volt az ellenfele, akivel utoljára a 2009-es Roland Garros-on találkozott és emlékezetes vereséget szenvedett tőle. A döntő végül Nadal győzelmével ért véget 7-6(3), 7-5 arányban vágott vissza Söderlingnek a korábbi vereségért.
Ezután Nadal részt vett az Australian Open felvezető tornáján a Qatar ExxonMobil Open-en Dohában, ahol egészen a döntőig menetelt ott viszont vereséget szenvedett Nyikolaj Vlagyimirovics Davigyenkótól 6-0, 6-7(8), 4-6 úgy, hogy két meccslabdát hagyott kihasználatlanul a második szettben.
Az év első Grand Slam tornáján legyőzte az első fordulóban az ausztrál Peter Luczakot 7-6(0), 6-1, 6-4 arányban. A második körben Lukáš Lacko volt az ellenfele, akit 6-2, 6-2, 6-2 győzött le. A harmadik fordulóban Philipp Kohlschreibert négy szettben sikerült legyőznie 6-4, 6-2, 2-6, 7-5 arányban. A negyedik fordulóban szintén négy szettre volt szüksége a horvát Ivo Karlović ellen, akit így 6-4, 4-6, 6-4, 6-4 arányban múlt fölül.
A negyeddöntőben Andy Murray ellen lépett pályára és ott általános meglepetésre két szettes hátrányba került (6-3, 7-6), amikor is a harmadik szettben 0-3-as állásnál térdsérülés miatt feladni kényszerült a mérkőzést.
A kemény pályás szezonban elődöntőt játszott Indian Wells Masters tornán, ahol címvédőként vereséget szenvedett Ivan Ljubičić ellen három szettben.
Az Indian Wells után a Sony Ericsson Open tornán ismét elődöntőbe jutott, és ismét vereséget szenvedett ezúttal Andy Roddicktól, aki később diadalmaskodott a tornán.

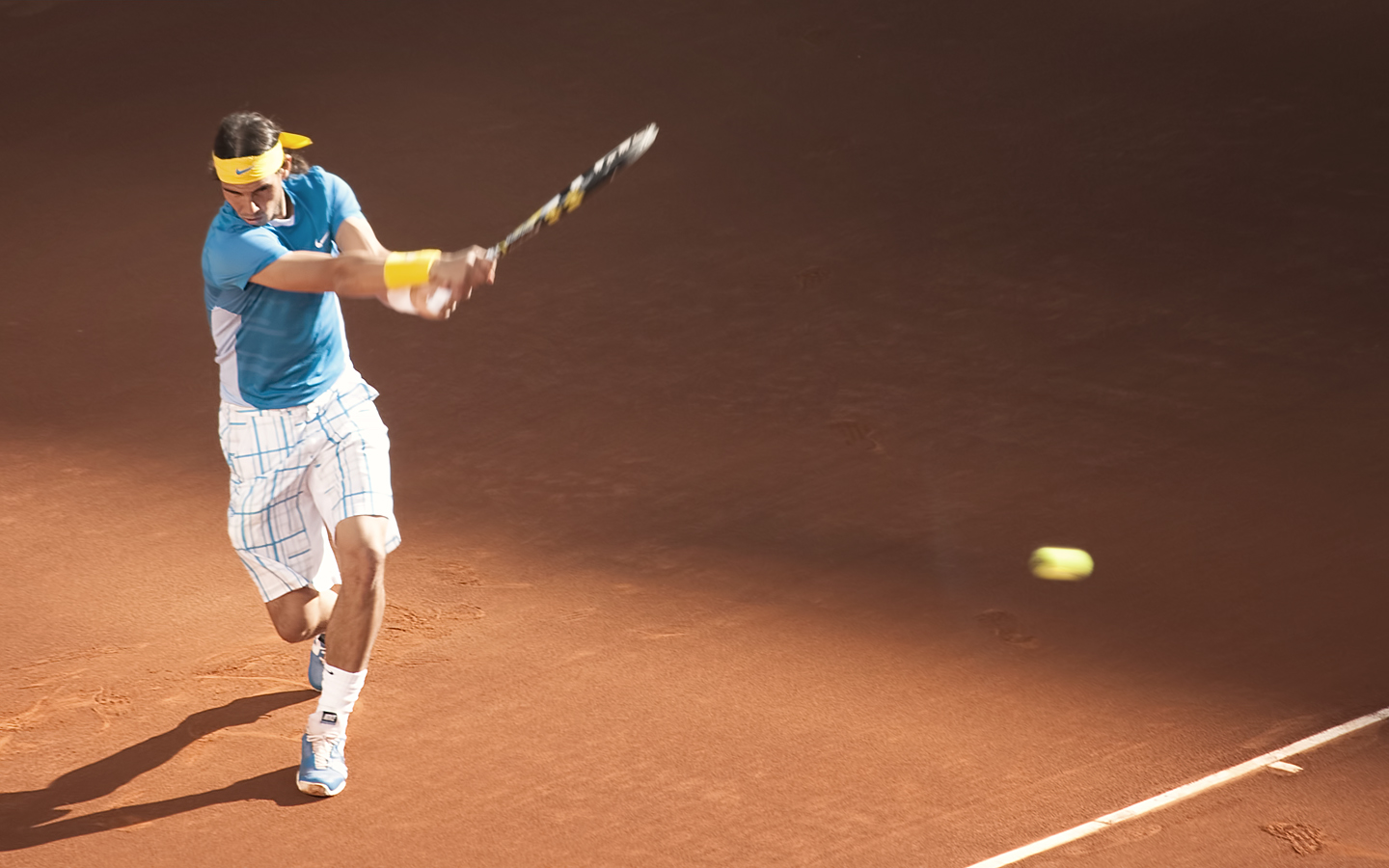
Nadal Madridban 2010-ben

A salakszezon során Nadal ismét döntőt játszhatott a Monte-Carlo Rolex Masters tornán, miután az elődöntőben honfitársát, David Ferrert 6-3, 6-2 arányban múlta fölül. Nadalnak ez volt az első döntője a 2010-es esztendőben a Dohában megrendezett bemutató torna óta. A döntőt simán megnyerte, miután 6-0, 6-1-es vereséget mért Fernando Verdascóra. Ez a döntő lett minden idők legrövidebb Masters-döntője, és még egy rekordot felállított Nadal, ugyanis még senkinek nem sikerült az open érában egyazon torna címét egymás után hat alkalommal is elhódítania.
Címvédőként kihagyta a Barcelonában megrendezett tornát, viszont elindult az Internazionali BNL d'Italia tornán. Ott az elődöntőig vezető úton legyőzte Philipp Kohlschreibert, Victor Hănescut és Stanlias Wawrinkát, mindegyiküket két szettben. Az elődöntőben először veszített játszmát a salakszezon során, a korábban Federert búcsúztató Ernests Gulbist így végül 6-4, 3-6, 6-4 arányban győzte le. A döntőben David Ferrerrel mérkőzött meg, akit most 7-5, 6-2 arányban múlt fölül. Ötödik római győzelmével már tizenhét Masters-tornán sikerült diadalmaskodnia, ezzel utolérte Andre Agassit.
Következő versenye a Mutua Madrileña Madrid Open volt, ahol előző évben elveszítette a döntőt Federer ellen. A torna során találkozott a döntőbe vezető úton a selejtezőből jött Oleksandr Dolgopolovval, John Isnerrel, Gaël Monfilssal és Nicolás Almagróval. A döntőben Federerrel csapott össze, és 6-4, 7-6(5)-re múlta fölül. Tizennyolcadik Masters-győzelmével új rekordot állított fel, és ő lett az első játékos, akinek mind a három salakpályán rendezett Masters-tornát sikerült megnyernie egy szezonon belül.
A Roland Garroson Federer negyeddöntős veresége után Nadalnak esélye nyílt arra is, hogy átvegye a világelsőséget, amennyiben megnyeri a tornát. Miután szettveszteség nélkül bejutott a döntőbe, ott Robin Söderlinggel játszott, aki egy évvel korábban megverte őt. Nadal ezúttal legyőzte. Ezzel hetedik Grand Slam-győzelmét aratta, az ötödiket Párizsban, s egyúttal átvette a világelsőséget is Federertől. A friss világelső másnap már Londonba utazott, a queensi versenyre, amelyet két évvel korábban megnyert. Az első két meccsét nyerte, de a negyeddöntőben kikapott Feliciano Lopeztől.
Wimbledonba esélyesként érkezett, s a kezdeti nehéz meccsek után legyőzte főbb riválisait, Robin Söderlinget, Andy Murrayt, majd bejutott a negyedik wimbledoni döntőjébe, ahol Tomaz Berdych volt az ellenfele. Nadal végig jól játszott, és három játszmában legyőzte a csehet, így megszerezte nyolcadik Grand Slam-győzelmét.

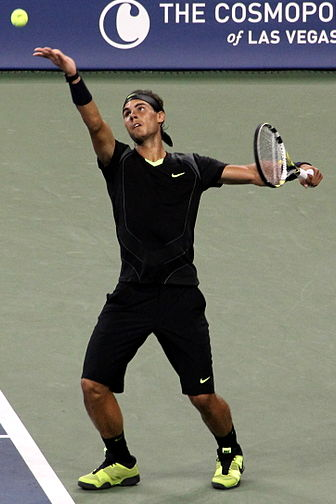
Nadal, 2010-es US Open

A wimbledoni győzelem után néhány hetes pihenőt tartott. A Toronto Mastersre a legnagyobb esélyesként érkezett, ennek megfelelően az első 3 meccsét nyerte. Az elődöntőben Andy Murray volt az ellenfele, akitől azonban két szettben vereséget szenvedett. A következő héten már Cincinnatiban versenyzett. A versenyen a negyeddöntőig jutott, ez volt sorozatban a huszonegyedik negyeddöntője Masters-versenyeken, de a ciprusi Márkosz Pagdatísztól vereséget szenvedett.
Rafa az augusztus 30-án rajtoló US Openen az első kiemelt, immár második alkalommal. A versenyen legyőzte Teymuraz Gabashvilit, Denis Istomint, Gilles Simont, a 23. kiemelt Feliciano Lopezt, a 8. kiemelt Fernando Verdascot és a 12. kiemelt Mikhail Youzhny-t, mindnyájukat szettveszteség nélkül. Ezzel bejutott élete első US Open döntőjébe, így mindössze 8. férfi teniszezőként az Open Era alatt minden Grand Slam tornán bejutott már a döntőbe, 24 évesen a második legfiatalabb teniszezőként (Jim Courier mögött). A döntőben Novak Djokovic volt az ellenfele, akit négy játszmában győzött le 6-4, 5-7, 6-4, 6-2 arányban. Ezzel a győzelemmel Nadal nem csak a Carrier Grand Slamet, hanem a Carrier Golden Slamet is teljesítette, vagyis megnyerte még a négy Grand Slam tornát és az egyéni olimpiai aranyérmet is. Rod Laver után ő a második az Open Erában, aki egy évben megnyerte a Roland Garrost, Wimbledont és a US Opent, Mats Wilanderrel együtt ők ketten azok, akik három különböző borításon megrendezett Grand Slam tornát megnyertek legalább kétszer, illetve Nadal az egyetlen teniszező, aki három különböző borítású Grand Slam tornát nyert egy évben. John McEnroe 1984-es győzelme óta ő az első balkezes játékos, aki győzött a US Openen. Nadal ezzel a győzelemmel az év végi világelsőséget is biztosította, immár másodszor karrierje során. Ivan Lendl (1989) és Roger Federer (2009) után ő a harmadik teniszező, aki úgy év végi világelső, hogy korábban elveszítette azt.
A világelső spanyol a US Open-győzelem után néhány hetes pihenőt tartott, majd a távol-keletre utazott, ahol először Bangokban versenyzett, ott az elődöntőben azonban némi meglepetésre kikapott honfitársától, Guillermo Garcia-Lopeztől.
Ezután Tokióba utazott, ahol mindössze egy szettet vesztett, azt is az elődöntőben, azonban ott két meccslabdát is hárított a szerb Troicki ellen. Végül győzött, a döntőben pedig Gael Monfilst győzte le, ezzel idei 7. tornagyőzelmét szerezte.
A következő verseny a Shanghai 1000-es verseny volt, ahol az első meccsét Wawrinka ellen még nyerte, azonban a következő fordulóban kikapott Jürgen Melzertől.
Nadal ezután már csak Londonban, az évzáró világbajnokságon versenyzett, miután a Párizsi mesterversenyt kihagyta vállsérülés miatt.
A csoportkörökben legyőzte Andy Roddickot, Novak Djokovicot és Tomas Berdychet is, így már harmadszor volt elődöntős a versenyen, ám csoportelsőként és három győzelemmel most először. Az elődöntőben Andy Murray volt az ellenfele, akivel az év során korábban már háromszor játszott, kétszer azonban ki is kapott tőle. Nadal végül 7-6 3-6 7-6 arányban nyert, ezzel bejutott a döntőbe, először karrierje során. A döntőben Roger Federerrel játszott, akivel másodszor találkozott az évben, ám most kikapott tőle 3-6 6-3 1-6 arányban. Ez volt Nadal utolsó meccse az év során.
A 2010-es év karrierje legsikeresebbje volt, hiszen három GS-tornát, három Masters-versenyt és egy 500-as versenyt nyert, továbbá döntős volt az évzáró világbajnokságon is.
Decemberben Nadal két bemutató meccset játszott Roger Federerrel Zürichben és Madridban, melyek bevételeit a két teniszező alapítványára utalták.

## Grand Slam-döntői (30)

### Győzelmei (22)
| Év   | Helyszín            | Ellenfél a döntőben | Eredmény a döntőben           |
| 2005 | Roland Garros (1)   | Mariano Puerta      | 6–7, 6–3, 6–1, 7–5            |
| 2006 | Roland Garros (2)   | Roger Federer       | 1–6, 6–1, 6–4, 7–6            |
| 2007 | Roland Garros (3)   | Roger Federer       | 6–3, 4–6, 6–3, 6–4            |
| 2008 | Roland Garros (4)   | Roger Federer       | 6–1, 6–3, 6–0                 |
| 2008 | Wimbledon (1)       | Roger Federer       | 6–4, 6–4, 6–7(5), 6–7(8), 9–7 |
| 2009 | Australian Open (1) | Roger Federer       | 7–5, 3–6, 7–6, 3–6, 6–2       |
| 2010 | Roland Garros (5)   | Robin Söderling     | 6–4, 6–2, 6–4                 |
| 2010 | Wimbledon (2)       | Tomáš Berdych       | 6–3, 7–5, 6–4                 |
| 2010 | US Open (1)         | Novak Đoković       | 6–4, 5–7, 6–4, 6–2            |
| 2011 | Roland Garros (6)   | Roger Federer       | 7–5, 7–6, 5–7, 6–1            |
| 2012 | Roland Garros (7)   | Novak Đoković       | 6–4, 6–3, 2–6, 7–5            |
| 2013 | Roland Garros (8)   | David Ferrer        | 6–3, 6–2, 6-3                 |
| 2013 | US Open (2)         | Novak Đoković       | 6–2, 3–6, 6–4, 6–1            |
| 2014 | Roland Garros (9)   | Novak Đoković       | 3–6, 7–5, 6–2, 6–4            |
| 2017 | Roland Garros (10)  | Stanislas Wawrinka  | 6–2, 6–3, 6–1                 |
| 2017 | US Open (3)         | Kevin Anderson      | 6–3, 6–3, 6–4                 |
| 2018 | Roland Garros (11)  | Dominic Thiem       | 6–4, 6–3, 6–2                 |
| 2019 | Roland Garros (12)  | Dominic Thiem       | 6–3, 5–7, 6–1, 6–1            |
| 2019 | US Open (4)         | Danyiil Medvegyev   | 7–5, 6–3, 5–7, 4–6, 6–4       |
| 2020 | Roland Garros (13)  | Novak Đoković       | 6–0, 6–2, 7–5                 |
| 2022 | Australian Open (2) | Danyiil Medvegyev   | 2–6, 6–7, 6–4, 6–4, 7–5       |
| 2022 | Roland Garros (14)  | Casper Ruud         | 6–3, 6–3, 6–0                 |

### Elvesztett döntői (8)
| Év   | Helyszín            | Ellenfél a döntőben | Eredmény a döntőben        |
| 2006 | Wimbledon (1)       | Roger Federer       | 0–6, 6–7, 7–6, 3–6         |
| 2007 | Wimbledon (2)       | Roger Federer       | 6–7, 6–4, 6–7, 6–2, 2–6    |
| 2011 | Wimbledon (3)       | Novak Đoković       | 4–6, 1–6, 6–1, 3–6         |
| 2011 | US Open (1)         | Novak Đoković       | 2–6, 4–6, 7–6, 1–6         |
| 2012 | Australian Open (1) | Novak Đoković       | 7–5, 4–6, 2–6, 7–6(5), 5–7 |
| 2014 | Australian Open (2) | Stanislas Wawrinka  | 3–6, 2–6, 6–3, 3–6         |
| 2017 | Australian Open (3) | Roger Federer       | 4–6, 6–3, 1–6, 6–3, 3–6    |
| 2019 | Australian Open (4) | Novak Đoković       | 3–6, 2–6, 3–6              |

## ATP-döntői (142)

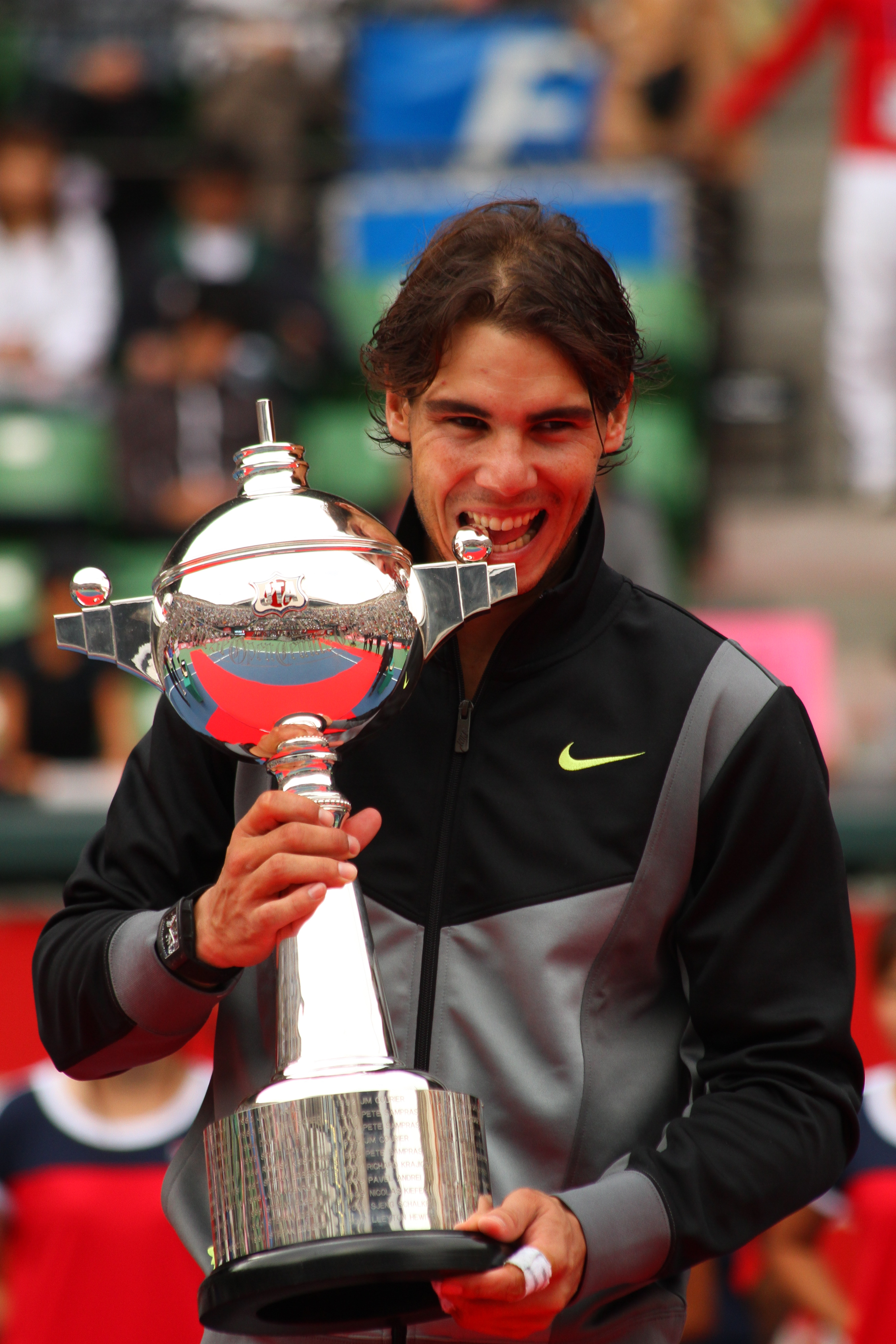
A tokiói trófeával 2010-ben

### Egyéni (127)

#### Győzelmei (90)
| Összesítés                                            | Összesítés |
| ----------------------------------------------------- | ---------- |
| Grand Slam-torna                                      | (21)       |
| ATP World Tour Masters 1000 / ATP Masters Series      | (36)       |
| ATP World Tour 500 Series / International Series Gold | (21)       |
| ATP World Tour 250 Series / International Series      | (10)       |
| ATP World Tour Finals / Tennis Masters Cup            | (0)        |
| Olimpiai aranyérem                                    | (2)        |

|    | Dátum                | Torna                                          | Borítás         | Ellenfél a döntőben                   | Eredmény a döntőben              |  |
| 1  | 2004. augusztus 9.   | Orange Prokom Open, Sopot                      | Salak           | José Acasuso                          | 6–3, 6–4                         |  |
| 2  | 2005. február 14.    | Brasil Open, Costa do Sauipe                   | Salak           | Alberto Martin                        | 6–0, 6–7(2), 6–1                 |  |
| 3  | 2005. február 21.    | Abierto Mexicano Telcel, Acapulco              | Salak           | Albert Montañés                       | 6–1, 6–0                         |  |
| 4  | 2005. április 17.    | Monte Carlo Rolex Masters, Monte-Carlo         | Salak           | Guillermo Coria                       | 6–3, 6–1, 0–6, 7–5               |  |
| 5  | 2005. április 24.    | Open Seat, Barcelona                           | Salak           | Juan Carlos Ferrero                   | 6–1, 7–6(4), 6–3                 |  |
| 6  | 2005. május 2.       | Internazionali BNL d'Italia, Róma              | Salak           | Guillermo Coria                       | 6–4, 3–6, 6–3, 4–6, 7–6(6)       |  |
| 7  | 2005. június 5.      | Roland Garros, Párizs                          | Salak           | Mariano Puerta                        | 6–7(6), 6–3, 6–1, 7–5            |  |
| 8  | 2005. július 4.      | Swedish Open, Bastad                           | Salak           | Tomáš Berdych                         | 2–6, 6–2, 6–4                    |  |
| 9  | 2005. július 18.     | Mercedes Cup, Stuttgart                        | Salak           | Gastón Gaudio                         | 6–3, 6–3, 6–4                    |  |
| 10 | 2005. augusztus 8.   | Rogers Cup, Montréal                           | Kemény          | Andre Agassi                          | 6–3, 4–6, 6–2                    |  |
| 11 | 2005. szeptember 12. | China Open, Peking                             | Kemény          | Guillermo Coria                       | 5–7, 6–1, 6–2                    |  |
| 12 | 2005. október 17.    | Mutua Madrileña Masters Madrid, Madrid         | Kemény (fedett) | Ivan Ljubičić                         | 3–6, 2–6, 6–3, 6–4, 7–6(3)       |  |
| 13 | 2006. február 27.    | Dubai Open, Dubaj                              | Kemény          | Roger Federer                         | 2–6, 6–4, 6–4                    |  |
| 14 | 2006. április 23.    | Monte Carlo Rolex Masters, Monte-Carlo         | Salak           | Roger Federer                         | 6–2, 6–7(2), 6–3, 7–6(5)         |  |
| 15 | 2006. április 30.    | Open Seat, Barcelona                           | Salak           | Tommy Robredo                         | 6–4, 6–4, 6–0                    |  |
| 16 | 2006. május 14.      | Internazionali BNL d’Italia, Róma              | Salak           | Roger Federer                         | 6–7(0), 7–6(5,) 6–4, 2–6, 7–6(5) |  |
| 17 | 2006. június 11.     | Roland Garros, Párizs                          | Salak           | Roger Federer                         | 1–6, 6–1, 6–4, 7–6(4)            |  |
| 18 | 2007. március 18.    | Pacific Life Open, Indian Wells                | Kemény          | Novak Đoković                         | 6–2, 7–5                         |  |
| 19 | 2007. április 22.    | Monte Carlo Rolex Masters, Monte-Carlo         | Salak           | Roger Federer                         | 6–4, 6–4                         |  |
| 20 | 2007. április 29.    | Open Seat, Barcelona                           | Salak           | Guillermo Cañas                       | 6–3, 6–4                         |  |
| 21 | 2007. május 13.      | Internazionali BNL d'Italia, Róma              | Salak           | Fernando González                     | 6–2, 6–2                         |  |
| 22 | 2007. június 10.     | Roland Garros, Párizs                          | Salak           | Roger Federer                         | 6–3, 4–6, 6–3, 6–4               |  |
| 23 | 2007. július 22.     | Mercedes Cup, Stuttgart                        | Salak           | Stanislas Wawrinka                    | 6–4, 7–5                         |  |
| 24 | 2008. április 27.    | Monte Carlo Rolex Masters, Monte-Carlo         | Salak           | Roger Federer                         | 7–5, 7–5                         |  |
| 25 | 2008. május 4.       | Open Sabadell Atlántico, Barcelona             | Salak           | David Ferrer                          | 6–1, 4–6, 6–1                    |  |
| 26 | 2008. május 18.      | Masters Series Hamburg, Hamburg                | Salak           | Roger Federer                         | 7–5, 6–7(3), 6–3                 |  |
| 27 | 2008. június 8.      | Roland Garros, Párizs                          | Salak           | Roger Federer                         | 6–1, 6–3, 6–0                    |  |
| 28 | 2008. június 15.     | Queen’s Club Championships, London             | Fű              | Novak Đoković                         | 7–6(6), 7–5                      |  |
| 29 | 2008. július 6.      | Wimbledon, London                              | Fű              | Roger Federer                         | 6–4, 6–4, 6–7(5), 6–7(8), 9–7    |  |
| 30 | 2008. július 27.     | Rogers Cup, Toronto                            | Kemény          | Nicolas Kiefer                        | 6–3, 6–2                         |  |
| 31 | 2008. augusztus 18.  | Olimpiai játékok, Peking                       | Kemény          | Fernando González                     | 6–3, 7–6(2), 6–3                 |  |
| 32 | 2009. február 1.     | Australian Open, Melbourne                     | Kemény          | Roger Federer                         | 7–5, 3–6, 7–6(3), 3–6, 6–2       |  |
| 33 | 2009. március 22.    | BNP Paribas Open, Indian Wells                 | Kemény          | Andy Murray                           | 6–1, 6–2                         |  |
| 34 | 2009. április 19.    | Monte Carlo Rolex Masters, Monte-Carlo         | Salak           | Novak Đoković                         | 6–3, 2–6, 6–1                    |  |
| 35 | 2009. április 26.    | Open Sabadell Atlántico, Barcelona             | Salak           | David Ferrer                          | 6–2, 7–5                         |  |
| 36 | 2009. május 3.       | Internazionali BNL d'Italia, Róma              | Salak           | Novak Đoković                         | 7–6(2), 6–2                      |  |
| 37 | 2010. április 18.    | Monte Carlo Masters, Monte-Carlo               | Salak           | Fernando Verdasco                     | 6–0, 6–1                         |  |
| 38 | 2010. május 2.       | Internazionali BNL d'Italia, Róma              | Salak           | David Ferrer                          | 7–5, 6–2                         |  |
| 39 | 2010. május 16.      | Mutua Madrileña Madrid Open, Madrid            | Salak           | Roger Federer                         | 6–4, 7–6                         |  |
| 40 | 2010. június 6.      | Roland Garros, Párizs                          | Salak           | Robin Söderling                       | 6–4, 6–2, 6–4                    |  |
| 41 | 2010. július 4.      | Wimbledon, London                              | Fű              | Tomáš Berdych                         | 6–3, 7–5, 6–4                    |  |
| 42 | 2010. szeptember 14. | US Open, New York                              | Kemény          | Novak Đoković                         | 6–4, 5–7, 6–4, 6–2               |  |
| 43 | 2010. október 10.    | Rakuten Japan Open Tennis Championships, Tokió | Kemény          | Gaël Monfils                          | 6–1, 7–5                         |  |
| 44 | 2011. április 17.    | Monte Carlo Rolex Masters, Monte-Carlo         | Salak           | David Ferrer                          | 6–4, 7–5                         |  |
| 45 | 2011. április 24.    | Open Sabadell Atlántico, Barcelona             | Salak           | David Ferrer                          | 6–2, 6–4                         |  |
| 46 | 2011. június 5.      | Roland Garros, Párizs                          | Salak           | Roger Federer                         | 7–5, 7–6(3), 5–7, 6–1            |  |
| 47 | 2012. április 22.    | Monte Carlo Rolex Masters, Monte-Carlo         | Salak           | Novak Đoković                         | 6–3, 6–1                         |  |
| 48 | 2012. április 29.    | Open Sabadell Atlántico, Barcelona             | Salak           | David Ferrer                          | 7–6(1), 7–5                      |  |
| 49 | 2012. május 21.      | Internazionali BNL d'Italia, Róma              | Salak           | Novak Đoković                         | 7–5, 6–3                         |  |
| 50 | 2012. június 11.     | Roland Garros, Párizs                          | Salak           | Novak Đoković                         | 6–4, 6–3, 2–6, 7–5               |  |
| 51 | 2013. február 11.    | Brasil Open, São Paulo                         | Salak           | David Nalbandian                      | 6–2, 6–3                         |  |
| 52 | 2013. március 2.     | Abierto Mexicano Telcel, Acapulco              | Salak           | David Ferrer                          | 6–0, 6–2                         |  |
| 53 | 2013. március 17.    | BNP Paribas Open, Indian Wells                 | Kemény          | Juan Martín del Potro                 | 4–6, 6–3, 6–4                    |  |
| 54 | 2013. április 22.    | Open Sabadell Atlántico, Barcelona             | Salak           | Nicolás Almagro                       | 6-4, 6-3                         |  |
| 55 | 2013. május 5.       | Mutua Madrileña Madrid Open, Madrid            | Salak           | Stanislas Wawrinka                    | 6-2, 6-4                         |  |
| 56 | 2013. május 12.      | Internazionali BNL d'Italia, Róma              | Salak           | Roger Federer                         | 6-1, 6-3                         |  |
| 57 | 2013. június 9.      | Roland Garros, Párizs                          | Salak           | David Ferrer                          | 6-3, 6-2, 6-3                    |  |
| 58 | 2013. augusztus 11.  | Rogers Cup, Montréal                           | Kemény          | Miloš Raonić                          | 6–2, 6–2                         |  |
| 59 | 2013. augusztus 17.  | Cincinnati Masters, Cincinnati                 | Kemény          | John Isner                            | 7-6(8), 7-6(3)                   |  |
| 60 | 2013. szeptember 9.  | US Open, New York                              | Kemény          | Novak Đoković                         | 6–2, 3–6, 6–4, 6–1               |  |
| 61 | 2014. január 5.      | Qatar ExxonMobil Open, Doha                    | Kemény          | Gaël Monfils                          | 6-1, 6-7(5), 6-2                 |  |
| 62 | 2014. február 23.    | Rio Open, Rio de Janeiro                       | Salak           | Olekszandr Olekszandrovics Dolhopolov | 6-3, 7-6(3)                      |  |
| 63 | 2014. május 11.      | Mutua Madrileña Madrid Open, Madrid            | Salak           | Nisikori Kei                          | 2-6, 6-4, 3-0-nál feladta        |  |
| 64 | 2014. június 8.      | Roland Garros, Párizs                          | Salak           | Novak Đoković                         | 3-6, 7-5, 6-2, 6-4               |  |
| 65 | 2015. március 1.     | Copa Claro, Buenos Aires                       | Salak           | Juan Mónaco                           | 6-4, 6-1                         |  |
| 66 | 2015. június 14.     | Mercedes Cup, Stuttgart                        | Fű              | Viktor Troicki                        | 7-6(3), 6-3                      |  |
| 67 | 2015. augusztus 2.   | German Open Hamburg, Hamburg                   | Salak           | Fabio Fognini                         | 7-5, 7-5                         |  |
| 68 | 2016. április 17.    | Monte Carlo Rolex Masters, Monte-Carlo         | Salak           | Gaël Monfils                          | 7-5, 5-7, 6-0                    |  |
| 69 | 2016. április 24.    | Open Sabadell Atlántico, Barcelona             | Salak           | Nisikori Kei                          | 6-4, 7-5                         |  |
| 70 | 2017. április 23.    | Monte Carlo Rolex Masters, Monte-Carlo         | Salak           | Albert Ramos-Viñolas                  | 6-1, 6-3                         |  |
| 71 | 2017. április 30.    | Open Sabadell Atlántico, Barcelona             | Salak           | Dominic Thiem                         | 6-4, 6-1                         |  |
| 72 | 2017. május 14.      | Mutua Madrileña Madrid Open, Madrid            | Salak           | Dominic Thiem                         | 7-6(8), 6-4                      |  |
| 73 | 2017. június 11.     | Roland Garros, Párizs                          | Salak           | Stanislas Wawrinka                    | 6-2, 6-3, 6-1                    |  |
| 74 | 2017. szeptember 10. | US Open, New York                              | Kemény          | Kevin Anderson                        | 6-3, 6-3, 6-4                    |  |
| 75 | 2017. október 8.     | China Open, Peking                             | Kemény          | Nick Kyrgios                          | 6-2, 6-1                         |  |
| 76 | 2018. április 22.    | Monte Carlo Rolex Masters, Monte-Carlo         | Salak           | Nisikori Kei                          | 6-3, 6-2                         |  |
| 77 | 2018. április 29.    | Open Sabadell Atlántico, Barcelona             | Salak           | Sztéfanosz Cicipász                   | 6-2, 6-1                         |  |
| 78 | 2018. május 20.      | Internazionali BNL d'Italia, Róma              | Salak           | Alexander Zverev                      | 6-1, 1-6, 6-3                    |  |
| 79 | 2018. június 10.     | Roland Garros, Párizs                          | Salak           | Dominic Thiem                         | 6-4, 6-3, 6-2                    |  |
| 80 | 2018. augusztus 12.  | Rogers Cup, Toronto                            | Kemény          | Sztéfanosz Cicipász                   | 6–2, 7-6(4)                      |  |
| 81 | 2019. május 19.      | Internazionali BNL d'Italia, Róma              | Salak           | Novak Đoković                         | 6-0, 4-6, 6-1                    |  |
| 82 | 2019. június 9.      | Roland Garros, Párizs                          | Salak           | Dominic Thiem                         | 6-3, 5-7. 6-1, 6-1               |  |
| 83 | 2019. augusztus 11.  | Rogers Cup, Montréal                           | Kemény          | Danyiil Medvegyev                     | 6–3, 6-0                         |  |
| 84 | 2019. szeptember 8.  | US Open, New York                              | Kemény          | Danyiil Medvegyev                     | 7-5, 6-3, 5-7, 4-6, 6-4          |  |
| 85 | 2020. február 29.    | Abierto Mexicano Telcel, Acapulco              | Kemény          | Taylor Fritz                          | 6–3, 6–2                         |  |
| 86 | 2020. október 11.    | Roland Garros, Párizs                          | Salak           | Novak Đoković                         | 6-0, 6-2, 7-5                    |  |
| 87 | 2021. április 25.    | Open Sabadell Atlántico, Barcelona             | Salak           | Sztéfanosz Cicipász                   | 6-4, 6-7, 7-5                    |  |

#### Elvesztett döntői (37)
| Összesítés                                            | Összesítés |
| ----------------------------------------------------- | ---------- |
| Grand Slam-torna                                      | (8)        |
| ATP World Tour Masters 1000 / ATP Masters Series      | (16)       |
| ATP World Tour 500 Series / International Series Gold | (6)        |
| ATP World Tour 250 Series / International Series      | (5)        |
| ATP World Tour Finals / Tennis Masters Cup            | (2)        |

|    | Dátum                | Torna                                          | Borítás          | Ellenfél a döntőben | Eredmény a döntőben           |
| 1  | 2004. január 19.     | Heineken Open, Auckland                        | Kemény           | Dominik Hrbatý      | 6–4, 2–6, 5–7                 |
| 2  | 2005. április 2.     | NASDAQ-100 Open, Miami                         | Kemény           | Roger Federer       | 6–2, 7–6(4), 6–7(5), 3–6, 1–6 |
| 3  | 2006. július 9.      | Wimbledon, London                              | Fű               | Roger Federer       | 0–6, 6–7(5), 7–6(2), 3–6      |
| 4  | 2007. május 20.      | Masters Series Hamburg, Hamburg                | Salak            | Roger Federer       | 6–2, 2–6, 0–6                 |
| 5  | 2007. július 8.      | Wimbledon, London                              | Fű               | Roger Federer       | 6–7(7), 6–4, 6–7(3), 6–2, 2–6 |
| 6  | 2007. november 4.    | BNP Paribas Masters, Párizs                    | Szónyeg (fedett) | David Nalbandian    | 4–6, 0–6                      |
| 7  | 2008. január 6.      | Chennai Open, Csennai                          | Kemény           | Mihail Juzsnij      | 0–6, 1–6                      |
| 8  | 2008. április 6.     | Sony Ericsson Open, Miami                      | Kemény           | Nyikolaj Davigyenko | 4–6, 2–6                      |
| 9  | 2009. február 15.    | ABN AMRO World Tennis Tournament, Rotterdam    | Kemény (fedett)  | Andy Murray         | 3–6, 6–4, 0–6                 |
| 10 | 2009. május 17.      | Mutua Madrileña Madrid Open, Madrid            | Salak            | Roger Federer       | 4–6, 4–6                      |
| 11 | 2009. október 18.    | Masters Series Shanghai, Sanghaj               | Kemény           | Nyikolaj Davigyenko | 6–7(3), 3–6                   |
| 12 | 2010. január 16.     | Qatar ExxonMobil Open, Doha                    | Kemény           | Nyikolaj Davigyenko | 6–0, 6–7(8), 4–6              |
| 13 | 2010. november 28.   | Barclays ATP World Tour Finals, London         | Kemény           | Roger Federer       | 3–6, 6–3, 1–6                 |
| 14 | 2011. március 10.    | BNP Paribas Open, Indian Wells                 | Kemény           | Novak Đoković       | 6–4, 3–6, 2–6                 |
| 15 | 2011. március 23.    | Sony Ericsson Open, Miami                      | Kemény           | Novak Đoković       | 6–4, 3–6, 6–7(4)              |
| 16 | 2011. május 8.       | Mutua Madrid Open, Madrid                      | Salak            | Novak Đoković       | 5–7, 4–6                      |
| 17 | 2011. május 15.      | Internazionali BNL d'Italia, Róma              | Salak            | Novak Đoković       | 4–6, 4–6                      |
| 18 | 2011. július 3.      | Wimbledon, London                              | Fű               | Novak Đoković       | 4–6, 1–6, 6–1, 3–6            |
| 19 | 2011. szeptember 12. | US Open, New York                              | Kemény           | Novak Đoković       | 2–6, 4–6, 7–6(3), 1–6         |
| 20 | 2011. október 9.     | Rakuten Japan Open Tennis Championships, Tokió | Kemény           | Andy Murray         | 6–3, 2–6, 0–6                 |
| 21 | 2012. január 29.     | Australian Open, Melbourne                     | Kemény           | Novak Đoković       | 7–5, 4–6, 2–6, 7–6(5), 5–7    |
| 22 | 2013. február 10.    | VTR Open, Viña del Mar                         | Salak            | Horacio Zeballos    | 7-6(2), 6-7(6), 4-6           |
| 23 | 2013. április 21.    | Monte Carlo Rolex Masters, Monte-Carlo         | Salak            | Novak Đoković       | 2-6, 6-7(1)                   |
| 24 | 2013. október 6.     | China Open, Peking                             | Kemény           | Novak Đoković       | 3-6, 4-6                      |
| 25 | 2013. november 11.   | Barclays ATP World Tour Finals, London         | Kemény           | Novak Đoković       | 3-6, 4-6                      |
| 26 | 2014. január 26.     | Australian Open, Melbourne                     | Kemény           | Stanislas Wawrinka  | 3-6, 2-6, 6-3, 3-6            |
| 27 | 2014. március 30.    | Miami Masters, Miami                           | Kemény           | Novak Đoković       | 3-6, 3-6                      |
| 28 | 2014. május 18.      | Internazionali BNL d'Italia, Róma              | Salak            | Novak Đoković       | 6-4, 3-6, 3-6                 |
| 29 | 2015. május 10.      | Mutua Madrid Open, Madrid                      | Salak            | Andy Murray         | 3-6, 2-6                      |
| 30 | 2015. október 11.    | Masters Series Shanghai, Sanghaj               | Kemény           | Novak Đoković       | 2-6, 2-6                      |
| 31 | 2015. november 1.    | Swiss Indoors, Bázel                           | Kemény           | Roger Federer       | 3-6, 7-5, 3-6                 |
| 32 | 2016. január 9.      | Qatar ExxonMobil Open, Doha                    | Kemény           | Novak Đoković       | 1-6, 2-6                      |
| 33 | 2017. január 29.     | Australian Open, Melbourne                     | Kemény           | Roger Federer       | 4–6, 6–3, 1–6, 6–3, 3–6       |
| 34 | 2017. március 4.     | Abierto Mexicano Telcel, Acapulco              | Kemény           | Sam Querrey         | 3-6, 6-7(3)                   |
| 35 | 2017. április 2.     | Miami Masters, Miami                           | Kemény           | Roger Federer       | 3-6, 4-6                      |
| 36 | 2017. október 15.    | Masters Series Shanghai, Sanghaj               | Kemény           | Roger Federer       | 4-6, 3–6                      |
| 37 | 2019. január 27.     | Australian Open, Melbourne                     | Kemény           | Novak Đoković       | 3-6, 2-6, 3-6                 |

### Páros (15)

#### Győzelmei (11)
| Összesítés                                            | Összesítés |
| ----------------------------------------------------- | ---------- |
| Grand Slam-torna                                      | (0)        |
| ATP World Tour Masters 1000 / ATP Masters Series      | (3)        |
| ATP World Tour 500 Series / International Series Gold | (1)        |
| ATP World Tour 250 Series / International Series      | (6)        |
| ATP World Tour Finals / Tennis Masters Cup            | (0)        |

|    | Dátum               | Torna                            | Borítás | Partner             | Ellenfelek a döntőben             | Eredmény a döntőben |
| 1  | 2003. július 28.    | Croatia Open Umag, Umag          | Salak   | Álex López Morón    | Todd Perry / Thomas Shimada       | 6–1, 6–3            |
| 2  | 2004. január 12.    | Chennai Open, Csennai            | Kemény  | Tommy Robredo       | Jonathan Erlich / Andi Rám        | 7–6, 4–6, 6–3       |
| 3  | 2005. január 10.    | Qatar ExxonMobil Open, Doha      | Kemény  | Albert Costa        | Andrei Pavel / Mihail Juzsnij     | 6–3, 4–6, 6–3       |
| 4  | 2008. április 27.   | Monte Carlo Masters, Monte-Carlo | Salak   | Tommy Robredo       | Mahes Bhúpati / Mark Knowles      | 6–3, 6–3            |
| 5  | 2009. január 9.     | Qatar ExxonMobil Open, Doha      | Kemény  | Marc López          | Daniel Nestor / Nenad Zimonjić    | 4–6, 6–4, 10-8      |
| 6  | 2010. március 20.   | BNP Paribas Open, Indian Wells   | Kemény  | Marc López          | Daniel Nestor / Nenad Zimonjić    | 7–6(8), 6–3         |
| 7  | 2011. január 7.     | Qatar ExxonMobil Open, Doha      | Kemény  | Marc López          | Daniele Bracciali / Andreas Seppi | 6–3, 7–6(4)         |
| 8  | 2012. március 17.   | BNP Paribas Open, Indian Wells   | Kemény  | Marc López          | John Isner / Sam Querrey          | 6–2, 7–6(3)         |
| 9  | 2015. január 9.     | Qatar ExxonMobil Open, Doha      | Kemény  | Juan Mónaco         | Julian Knowle / Philipp Oswald    | 6–3, 6-4            |
| 10 | 2016. augusztus 13. | Olimpiai játékok, Rio de Janeiro | Kemény  | Marc López          | Florin Mergea / Horia Tecău       | 6–2, 3-6, 6-4       |
| 11 | 2016. október 9.    | China Open, Peking               | Kemény  | Pablo Carreño Busta | Jack Sock / Bernard Tomic         | 6-7(6), 6-2, [10–8] |

#### Elvesztett döntői (4)
| Összesítés                                            | Összesítés |
| ----------------------------------------------------- | ---------- |
| Grand Slam-torna                                      | (0)        |
| ATP World Tour Masters 1000 / ATP Masters Series      | (0)        |
| ATP World Tour 500 Series / International Series Gold | (2)        |
| ATP World Tour 250 Series / International Series      | (2)        |
| ATP World Tour Finals / Tennis Masters Cup            | (0)        |

|   | Dátum             | Torna                  | Borítás | Partner               | Ellenfelek a döntőben           | Eredmény a döntőben |
| 1 | 2005. április 25. | Torneo Godó, Barcelona | Salak   | Feliciano López       | Lijendar Pedzs / Nenad Zimonjić | 3–6, 3–6            |
| 2 | 2007. január 7.   | Chennai Open, Csennai  | Kemény  | Bartolome Salva-Vidal | Xavier Malisse / Dick Norman    | 6–7(4), 6–7(4)      |
| 3 | 2007. április 29. | Torneo Godó, Barcelona | Salak   | Bartolome Salva-Vidal | Andrei Pavel / Alexander Waske  | 3–6, 6–7(1)         |
| 4 | 2013. február 10. | VTR Open, Viña del Mar | Salak   | Juan Mónaco           | Paolo Lorenzi / Potito Starace  | 2–6, 4–6            |

## Eredményei Grand Slam-tornákon
| Grand Slam | Australian Open | Australian Open     | Roland Garros        | Roland Garros      | Wimbledon | Wimbledon            | US Open   | US Open               | Gy/V    |
| Év         | Eredmény        | Utolsó ellenfél     | Eredmény             | Utolsó ellenfél    | Eredmény  | Utolsó ellenfél      | Eredmény  | Utolsó ellenfél       | Gy/V    |
| ---------- | --------------- | ------------------- | -------------------- | ------------------ | --------- | -------------------- | --------- | --------------------- | ------- |
| 2003       | -               | -                   | -                    | -                  | 3.kör     | Pharadon Szricsaphan | 2.kör     | Júnesz el-Ajnávi      | 3–2     |
| 2004       | 3.kör           | Lleyton Hewitt      | -                    | -                  | -         | -                    | 2.kör     | Andy Roddick          | 3–2     |
| 2005       | 4.kör           | Lleyton Hewitt      | Győzelem             | Mariano Puerta     | 2.kör     | Gilles Müller        | 3.kör     | James Blake           | 13–3    |
| 2006       | -               | -                   | Győzelem             | Roger Federer      | Döntő     | Roger Federer        | 1/4 döntő | Mihail Juzsnij        | 17–2    |
| 2007       | 1/4 döntő       | Fernando González   | Győzelem             | Roger Federer      | Döntő     | Roger Federer        | 4.kör     | David Ferrer          | 20–3    |
| 2008       | 1/2 döntő       | Jo-Wilfried Tsonga  | Győzelem             | Roger Federer      | Győzelem  | Roger Federer        | 1/2 döntő | Andy Murray           | 24–2    |
| 2009       | Győzelem        | Roger Federer       | 4.kör                | Robin Söderling    | -         | -                    | 1/2 döntő | Juan Martín del Potro | 15–2    |
| 2010       | 1/4 döntő       | Andy Murray         | Győzelem             | Robin Söderling    | Győzelem  | Tomáš Berdych        | Győzelem  | Novak Đoković         | 25-1    |
| 2011       | 1/4 döntő       | David Ferrer        | Győzelem             | Roger Federer      | Döntő     | Novak Đoković        | Döntő     | Novak Đoković         | 23–3    |
| 2012       | Döntő           | Novak Đoković       | Győzelem             | Novak Đoković      | 2.kör     | Lukáš Rosol          | -         | -                     | 14–2    |
| 2013       | -               | -                   | Győzelem             | David Ferrer       | 1.kör     | Steve Darcis         | Győzelem  | Novak Đoković         | 14-1    |
| 2014       | Döntő           | Stanislas Wawrinka  | Győzelem             | Novak Đoković      | 4.kör     | Nick Kyrgios         | -         | -                     | 16-2    |
| 2015       | 1/4 döntő       | Tomáš Berdych       | 1/4 döntő            | Novak Đoković      | 2.kör     | Dustin Brown         | 3.kör     | Fabio Fognini         | 11-4    |
| 2016       | 1.kör           | Fernando Verdasco   | 3.kör (visszalépett) | Marcel Granollers  | -         | -                    | 4.kör     | Lucas Pouille         | 5-2     |
| 2017       | Döntő           | Roger Federer       | Győzelem             | Stanislas Wawrinka | 4.kör     | Gilles Müller        | Győzelem  | Kevin Anderson        | 23-2    |
| 2018       | 1/4 döntő       | Marin Čilić         | Győzelem             | Dominic Thiem      | 1/2 döntő | Novak Đoković        | 1/2 döntő | Juan Martín del Potro | 21-3    |
| 2019       | Döntő           | Novak Đoković       | Győzelem             | Dominic Thiem      | 1/2 döntő | Roger Federer        | Győzelem  | Danyiil Medvegyev     | 24-2    |
| 2020       | 1/4 döntő       | Dominic Thiem       | Győzelem             | Novak Đoković      | -         | -                    | -         | -                     | 11-1    |
| 2021       | 1/4 döntő       | Sztéfanosz Cicipász |                      |                    |           |                      |           |                       | 4-1     |
| Gy/V       | 69-15           | 69-15               | 100–2                | 100–2              | 53–12     | 53–12                | 64–11     | 64–11                 | 286-40  |
| Karrier    | 1 / 16          | 1 / 16              | 13 / 16              | 13 / 16            | 2 / 14    | 2 / 14               | 4 / 15    | 4 / 15                | 20 / 61 |

## Év végi világranglista-helyezései
| Év       | 2001 | 2002 | 2003 | 2004 | 2005 | 2006 | 2007 | 2008 | 2009 | 2010 | 2011 | 2012 | 2013 | 2014 | 2015 | 2016 | 2017 | 2018 | 2019 | 2020 |
| Helyezés | 811  | 200  | 49   | 51   | 2    | = 2  | = 2  | 1    | 2    | 1    | 2    | 4    | 1    | 3    | 5    | 9    | 1    | 2    | 1    | 2    |